# Lega Pro Prima Divisione 2012-2013
La Lega Pro Prima Divisione 2012-2013 è stato il 35º campionato di calcio italiano per categoria. Il campionato è iniziato ufficialmente il 1º settembre. Tre le soste in comune per i due gironi: il 30 dicembre per le festività natalizie, il 27 gennaio e il 31 marzo per le festività pasquali. Altre quattro soste per il girone B: il 21 ottobre, il 25 novembre, il 24 febbraio e il 21 aprile. Il campionato si è concluso il 12 maggio 2013.
La competizione è stata presentata a Roma dal Consiglio Direttivo della Lega Pro il 7 agosto 2012. I gironi sono stati compilati lo stesso giorno. Il Consiglio federale ha stabilito che in totale partecipano 33 squadre, divise in due gironi. Il girone A, che comprende l'Italia settentrionale più il Lecce e il Trapani, è composto da 17 club, mentre il girone B comprende 16 società. Nel girone A è stato quindi scelto, a turni, di lasciare a riposo una squadra per giornata.
I calendari della nuova stagione sono stati stilati, insieme a quelli della Seconda Divisione, in una cerimonia ufficiale presso Palazzo Vecchio, a Firenze, giovedì 9 agosto 2012 con diretta televisiva su Sportitalia 1.
Come già avvenuto nella scorsa stagione, è stata riproposta la diretta televisiva dell'anticipo del venerdì alle 20:30 su Sportitalia 1 e quella del posticipo del lunedì alle 20:45 su Rai Sport 1, che ha trasmesso anche gli spareggi play-off.

## Stagione
A causa delle quattro vacanze d'organico, una sola delle quali è stata ricoperta da un ripescaggio, le squadre partecipanti in questa stagione si sono ridotte per la prima volta da 36 a sole 33. Quattro squadre della Lega Pro Prima Divisione sono state escluse per motivi economici: Taranto e Foggia (iscritte in Serie D), Pergocrema (iscritta in anch'essa Serie D con il nome di Pergolettese) e Siracusa (che riparte dalla Terza Categoria).
Le squadre sono state pertanto divise in due gironi uno da 17 e l'altro da 16. Una squadra, il Lecce, è retrocessa dalla Serie A direttamente in Lega Pro Prima Divisione per illecito sportivo. Tre sono invece le retrocesse dalla Serie B (Nocerina, Gubbio e AlbinoLeffe, mentre il Vicenza è stato ripescato fra i cadetti al posto del Lecce). Infine, sette sono le squadre provenienti dalla Seconda Divisione: sei neopromosse (Treviso, San Marino, Cuneo, Perugia, Catanzaro e Paganese) e una ripescata (Virtus Entella).
La regione con più squadre partecipanti è la Lombardia con 6 squadre al via, seguita da Campania (5), Toscana (4), Puglia (3), Emilia-Romagna, Lazio, Umbria e Veneto (2) infine Calabria, Liguria, Piemonte, Sicilia e Trentino-Alto Adige con una sola squadra. Abruzzo, Basilicata, Friuli-Venezia Giulia, Marche, Molise, Sardegna e Valle d'Aosta non hanno rappresentanti tra le partecipanti. Una squadra (San Marino) proviene dalla Repubblica di San Marino.
La suddivisione dei gironi è avvenuta tenendo conto del criterio nord-centro per il girone A e centro-sud per il girone B con l'unica iniziale eccezione del Trapani che, su propria richiesta dovuta ai migliori collegamenti aerei, è stato inserito nel girone A. In seguito alla riammissione del Vicenza in Serie B a causa della retrocessione d'ufficio in Lega Pro del Lecce, la squadra salentina ne ha preso il posto nel girone A.

### Formula
Nonostante la riduzione d'organico, i regolamenti per promozioni, retrocessioni, play-off e play-out sono confermati per l'ultima volta, in attesa della riforma del 2014.
Promozioni

Sono promosse in Serie B due squadre per ciascun girone: la prima classificata, che viene promossa direttamente, e la vincitrice dei play-off, che riguardano le squadre classificate dal secondo al quinto posto. La 2ª classificata affronta la 5ª e la 3ª gioca contro la 4ª: gara di andata giocata in casa della peggio classificata, in caso di parità di punteggio dopo 180 minuti passa la squadra meglio piazzata. Le vincenti si giocano la promozione, con gara di andata sul campo della peggio piazzata in campionato: con risultato di parità si giocano i tempi supplementari, e nel caso in cui il pareggio persista anche al termine di questi, viene promossa la meglio classificata.
Retrocessioni

Per ciascuno dei due gironi (nonostante il diverso numero di squadre) retrocedono in Seconda Divisione tre formazioni: l'ultima retrocede direttamente, le altre due sono le perdenti dei play-out. La quintultima gioca contro la penultima e la quartultima contro la terzultima: si seguono gli stessi criteri dei play-off per quanto riguarda le gare giocate in casa (la prima sfida si tiene sul campo della peggio piazzata) e in caso di pareggio dopo 180 minuti si salva la squadra meglio classificata.

## Girone A
Dopo aver perso per ben 2 volte la B l'anno precedente, sia durante la Regular-Season sia nei play-off, il Trapani conquista una storica promozione tra i cadetti dopo un lungo testa a testa con il più quotato Lecce retrocesso direttamente dalla Serie A: i siciliani presero la testa alla 27ª giornata, dopo aver perso per l'ultima volta contro l'AlbinoLeffe, i granata si tolsero la soddisfazione di battere i salentini al Via del Mare il 4 marzo e il 12 maggio conquistarono la B dopo aver battuto in trasferta la Cremonese, mentre i salentini persero a Bergamo, altra storica promozione in cadetteria ai play-off: questa volta è una squadra settentrionale: il Carpi (anch'esso rimaneggiato dopo aver perso la B l'anno prima contro la Pro Vercelli nel girone A) ad essere promosso dopo aver battuto Südtirol in semifinale (2-1;2-2) e un Lecce scioccato per la promozione sfiorata di un soffio in finale (1-0;1-1).
Condannata alla Seconda Divisione già da tempo un Treviso sempre più in difficoltà economiche (infatti insieme al Portogruaro non venne iscritto e ripartì in Promozione Veneto), retrocessero ai play-out i già citati lagunari (contro il Tritium 1-1;1-2) e il Cuneo (contro la Reggiana,1-1;0-1), anche i lombardi seguirono i veneti nel rispettivo campionato di Promozione regionale, saranno alla fine i piemontesi a retrocedere nella ex-C2.

### Squadre partecipanti
| Club           | Stagione | Città (prov.)                | Stadio                                   | Stagione precedente                                                |
| -------------- | -------- | ---------------------------- | ---------------------------------------- | ------------------------------------------------------------------ |
| AlbinoLeffe    | dettagli | Albino e Leffe (BG)          | Stadio Atleti Azzurri d'Italia (Bergamo) | 22º posto in Serie B, retrocesso                                   |
| Carpi          | dettagli | Carpi (MO)                   | Stadio Sandro Cabassi                    | 3º posto in Lega Pro Prima Divisione/A                             |
| Como           | dettagli | Como                         | Stadio Giuseppe Sinigaglia               | 13º posto in Lega Pro Prima Divisione/A                            |
| Cremonese      | dettagli | Cremona                      | Stadio Giovanni Zini                     | 5º posto in Lega Pro Prima Divisione/B                             |
| Cuneo          | dettagli | Cuneo                        | Stadio Fratelli Paschiero                | 3º posto in Lega Pro Seconda Divisione/A, promosso dopo i play-off |
| Feralpisalò    | dettagli | Salò e Lonato del Garda (BS) | Stadio Lino Turina                       | 13º posto in Lega Pro Prima Divisione/B                            |
| Lecce          | dettagli | Lecce                        | Stadio Via del Mare                      | 18º posto in Serie A, retrocesso                                   |
| Lumezzane      | dettagli | Lumezzane (BS)               | Nuovo Stadio Comunale                    | 8º posto in Lega Pro Prima Divisione/A                             |
| Pavia          | dettagli | Pavia                        | Stadio Pietro Fortunati                  | 16º posto in Lega Pro Prima Divisione/A                            |
| Portogruaro    | dettagli | Portogruaro (VE)             | Stadio Pier Giovanni Mecchia             | 10º posto in Lega Pro Prima Divisione/B                            |
| Reggiana       | dettagli | Reggio Emilia                | Stadio Città del Tricolore               | 9º posto in Lega Pro Prima Divisione/A                             |
| San Marino     | dettagli | Serravalle (RSM)             | Stadio Olimpico                          | 2º posto in Lega Pro Seconda Divisione/A, promosso                 |
| Südtirol       | dettagli | Bolzano                      | Stadio Druso                             | 7º posto in Lega Pro Prima Divisione/B                             |
| Trapani        | dettagli | Trapani                      | Stadio Polisportivo Provinciale (Erice)  | 2º posto in Lega Pro Prima Divisione/B                             |
| Treviso        | dettagli | Treviso                      | Stadio Omobono Tenni                     | 1º posto in Lega Pro Seconda Divisione/A, promosso                 |
| Tritium        | dettagli | Trezzo sull'Adda (MI)        | Stadio Brianteo (Monza)                  | 12º posto in Lega Pro Prima Divisione/A                            |
| Virtus Entella | dettagli | Chiavari (GE)                | Stadio Comunale                          | 5º posto in Lega Pro Seconda Divisione/A, ripescata                |

### Allenatori
| Squadra     | Allenatore                                                              |                | Squadra                                                                              | Allenatore      |
| ----------- | ----------------------------------------------------------------------- | -------------- | ------------------------------------------------------------------------------------ | --------------- |
| Albinoleffe | Alessio Pala                                                            |                | Portogruaro                                                                          | Armando Madonna |
| Carpi       | Daniele Tacchini (1ª-23ª) Fabio Brini (24ª-34ª e play-off)              | Reggiana       | Lamberto Zauli (1ª-17ª) Luigi Apolloni (18ª-27ª) Lamberto Zauli (28ª-34ª e play-out) |                 |
| Como        | Silvio Paolucci (1ª-24ª) Giovanni Colella (25ª-34ª)                     | San Marino     | Mario Petrone (1ª-5ª) Leonardo Acori (6ª-34ª)                                        |                 |
| Cremonese   | Oscar Brevi (1ª-4ª) Giuseppe Scienza (5ª-34ª)                           | Südtirol       | Stefano Vecchi                                                                       |                 |
| Cuneo       | Ezio Rossi                                                              | Trapani        | Roberto Boscaglia                                                                    |                 |
| Feralpisalò | Gian Marco Remondina                                                    | Treviso        | Agenore Maurizi (1ª-8ª) Gennaro Ruotolo (9ª-26ª) Giovanni Bosi (27ª-34ª)             |                 |
| Lecce       | Franco Lerda (1ª-20ª) Antonio Toma (21ª-34ª) Elio Gustinetti (play-off) | Tritium        | Paolo Bertani (1ª-10ª) Oscar Magoni (11ª-20ª) Romano Cazzaniga (21ª-34ª e play-out)  |                 |
| Lumezzane   | Gianluca Festa (1ª-27ª) Raffaele Santini (28ª-34ª)                      | Virtus Entella | Luca Prina                                                                           |                 |
| Pavia       | Giorgio Roselli                                                         |                |                                                                                      |                 |

### Classifica finale
|  | Pos. | Squadra          | Pt | G  | V  | N  | P  | GF | GS | DR  |
|  | ---- | ---------------- | -- | -- | -- | -- | -- | -- | -- | --- |
|  | 1.   | Trapani          | 64 | 32 | 18 | 10 | 4  | 60 | 31 | +29 |
|  | 2.   | Lecce            | 61 | 32 | 18 | 7  | 7  | 56 | 34 | +22 |
|  | 3.   | Carpi            | 51 | 32 | 14 | 9  | 9  | 38 | 30 | +8  |
|  | 4.   | Südtirol         | 50 | 32 | 13 | 11 | 8  | 43 | 33 | +10 |
|  | 5.   | Virtus Entella   | 50 | 32 | 12 | 14 | 6  | 48 | 36 | +12 |
|  | 6.   | AlbinoLeffe (-6) | 47 | 32 | 13 | 14 | 5  | 44 | 27 | +17 |
|  | 7.   | Cremonese (-1)   | 46 | 32 | 11 | 14 | 7  | 45 | 27 | +18 |
|  | 8.   | Lumezzane        | 43 | 32 | 10 | 13 | 9  | 39 | 38 | +1  |
|  | 9.   | Feralpisalò      | 43 | 32 | 12 | 7  | 13 | 36 | 44 | -8  |
|  | 10.  | San Marino       | 43 | 32 | 12 | 7  | 13 | 41 | 43 | -2  |
|  | 11.  | Pavia            | 40 | 32 | 10 | 10 | 12 | 29 | 35 | -6  |
|  | 12.  | Como (-1)        | 38 | 32 | 9  | 12 | 11 | 44 | 50 | -6  |
|  | 13.  | Portogruaro (-1) | 37 | 32 | 8  | 14 | 10 | 30 | 36 | -6  |
|  | 14.  | Cuneo            | 35 | 32 | 8  | 11 | 13 | 27 | 32 | -5  |
|  | 15.  | Reggiana         | 29 | 32 | 8  | 5  | 19 | 28 | 51 | -23 |
|  | 16.  | Tritium          | 20 | 32 | 3  | 11 | 18 | 23 | 58 | -35 |
|  | 17.  | Treviso (-1)     | 20 | 32 | 4  | 9  | 19 | 28 | 54 | -26 |

Legenda:
      Promossa in Serie B 2013-2014.
 Qualificata ai play-off o ai play-out.
      Retrocessa in Lega Pro Seconda Divisione 2013-2014.
Regolamento:
Tre punti a vittoria, uno a pareggio, zero a sconfitta.
In caso di arrivo di due o più squadre a pari punti, la graduatoria verrà stilata secondo la classifica avulsa tra le squadre interessate che prevede, in ordine, i seguenti criteri:
- Punti negli scontri diretti
- Differenza reti negli scontri diretti
- Differenza reti generale
- Reti realizzate in generale
- Sorteggio

Note:
L'Albinoleffe ha scontato 6 punti di penalizzazione.
La Cremonese, il Como, il Portogruaro e il Treviso hanno scontato 1 punto di penalizzazione.

### Risultati

#### Tabellone
Leggendo per riga si avranno i risultati casalinghi della squadra indicata in prima colonna, mentre leggendo per colonna si avranno i risultati in trasferta della squadra in prima riga.
|                | Alb  | Car  | Com  | Cre  | Cun  | Fer  | Lec  | Lum  | Pav  | Por  | Reg  | SMa  | Sud  | Tra  | Tre  | Tri  | VEn    |
| -------------- | ---- | ---- | ---- | ---- | ---- | ---- | ---- | ---- | ---- | ---- | ---- | ---- | ---- | ---- | ---- | ---- | ------ |
| AlbinoLeffe    | –––– | 1-0  | 3-1  | 1-1  | 2-1  | 1-1  | 2-1  | 1-2  | 0-0  | 3-0  | 3-0  | 1-1  | 1-1  | 1-1  | 0-0  | 1-1  | 3-1    |
| Carpi          | 2-1  | –––– | 1-2  | 1-1  | 1-3  | 3-0  | 1-0  | 1-0  | 2-0  | 0-0  | 2-0  | 1-0  | 0-2  | 1-3  | 1-0  | 2-1  | 3-1    |
| Como           | 2-1  | 0-0  | –––– | 0-0  | 1-4  | 0-2  | 2-2  | 3-0  | 1-2  | 1-1  | 2-0  | 3-1  | 2-2  | 2-2  | 4-3  | 4-0  | 0-1    |
| Cremonese      | 1-1  | 3-2  | 3-1  | –––– | 2-0  | 2-0  | 1-1  | 0-0  | 0-1  | 0-0  | 0-0  | 1-1  | 2-1  | 3-4  | 2-0  | 5-0  | 1-1    |
| Cuneo          | 0-0  | 0-0  | 1-1  | 1-1  | –––– | 2-0  | 1-2  | 1-1  | 2-0  | 0-1  | 0-0  | 0-1  | 0-0  | 0-1  | 0-0  | 1-2  | 1-1    |
| Feralpisalò    | 0-0  | 0-1  | 1-3  | 1-0  | 3-1  | –––– | 4-0  | 0-0  | 0-3  | 2-2  | 2-1  | 1-1  | 3-1  | 1-2  | 3-0  | 1-0  | 1-1    |
| Lecce          | 0-0  | 2-2  | 2-0  | 3-2  | 2-0  | 3-0  | –––– | 5-0  | 1-0  | 2-1  | 2-1  | 2-0  | 0-1  | 1-2  | 2-1  | 2-0  | 4-2    |
| Lumezzane      | 1-2  | 1-1  | 1-1  | 2-1  | 1-2  | 2-0  | 2-1  | –––– | 2-0  | 1-1  | 2-0  | 2-0  | 1-0  | 1-1  | 3-0  | 5-2  | 1-1    |
| Pavia          | 0-2  | 0-0  | 2-1  | 2-1  | 0-2  | 1-2  | 2-2  | 0-0  | –––– | 2-3  | 1-0  | 0-1  | 2-1  | 2-2  | 2-0  | 0-0  | 1-1    |
| Portogruaro    | 1-4  | 2-0  | 2-2  | 0-2  | 1-0  | 1-1  | 0-0  | 2-1  | 2-2  | –––– | 0-1  | 2-1  | 1-0  | 1-1  | 2-0  | 1-1  | 1-1    |
| Reggiana       | 1-1  | 2-1  | 0-1  | 0-1  | 2-0  | 1-4  | 0-2  | 2-1  | 0-1  | 2-1  | –––– | 1-3  | 2-2  | 1-3  | 0-1  | 4-0  | 2-0    |
| San Marino     | 1-2  | 0-3  | 3-0  | 1-6  | 0-0  | 0-1  | 3-1  | 1-1  | 0-1  | 2-0  | 4-0  | –––– | 2-1  | 0-1  | 1-0  | 3-1  | 2-2    |
| Südtirol       | 1-1  | 2-1  | 0-0  | 1-0  | 2-1  | 3-0  | 1-2  | 4-2  | 2-1  | 1-0  | 3-0  | 0-0  | –––– | 1-1  | 2-1  | 0-0  | 3-0    |
| Trapani        | 1-3  | 0-1  | 1-0  | 0-0  | 3-0  | 4-1  | 0-1  | 2-0  | 3-0  | 0-0  | 2-2  | 4-0  | 4-0  | –––– | 3-2  | 2-0  | 0-0    |
| Treviso        | 2-1  | 1-2  | 2-2  | 1-1  | 1-2  | 3-0  | 1-3  | 1-1  | 0-0  | 0-0  | 2-1  | 1-3  | 1-3  | 2-3  | –––– | 1-1  | 0-0    |
| Tritium        | 0-1  | 1-1  | 2-2  | 0-2  | 0-0  | 0-1  | 0-3  | 1-1  | 0-0  | 1-0  | 1-2  | 2-5  | 1-1  | 1-2  | 2-0  | –––– | 2-3    |
| Virtus Entella | 2-0  | 1-1  | 5-0  | 0-0  | 0-1  | 2-0  | 2-2  | 1-1  | 2-1  | 2-1  | 3-0  | 2-0  | 1-1  | 3-2  | 4-1  | 2-0  | ––––\| |

#### Calendario
| Andata (1ª) | Andata (1ª)         | Prima giornata         | Ritorno (18ª) | Ritorno (18ª) |
|             |                     |                        |               |               |
| 2 set.      | 1-1                 | AlbinoLeffe-Südtirol   | 1-1           | 6 gen.        |
| 2 set.      | 3-1                 | Como-San Marino        | 0-3           | 6 gen.        |
| 2 set.      | 3-2                 | Lecce-Cremonese        | 1-1           | 6 gen.        |
| 2 set.      | 1-2                 | Pavia-Feralpisalò      | 3-0           | 6 gen.        |
| 2 set.      | 2-1                 | Reggiana-Lumezzane     | 0-2           | 6 gen.        |
| 2 set.      | 0-1                 | Trapani-Carpi          | 3-1           | 6 gen.        |
| 2 set.      | 1-2                 | Treviso-Cuneo          | 0-0           | 6 gen.        |
| 1º set.     | 2-3                 | Tritium-Virtus Entella | 0-2           | 6 gen.        |
|             | Riposa: Portogruaro |                        |               | 6 gen.        |

| Andata (2ª) | Andata (2ª)  | Seconda giornata       | Ritorno (19ª) | Ritorno (19ª) |
|             |              |                        |               |               |
| 9 set.      | 2-0          | Carpi-Reggiana         | 1-2           | 14 gen.       |
| 9 set.      | 1-1          | Cremonese-AlbinoLeffe  | 1-1           | 13 gen.       |
| 9 set.      | 1-2          | Cuneo-Lecce            | 0-2           | 13 gen.       |
| 9 set.      | 1-2          | Feralpisalò-Trapani    | 1-4           | 13 gen.       |
| 9 set.      | 1-1          | Lumezzane-Portogruaro  | 1-2           | 13 gen.       |
| 9 set.      | 3-1          | San Marino-Tritium     | 5-2           | 12 gen.       |
| 9 set.      | 2-1          | Südtirol-Pavia         | 1-2           | 13 gen.       |
| 9 set.      | 4-1          | Virtus Entella-Treviso | 0-0           | 13 gen.       |
| 9 set.      | Riposa: Como |                        |               | 13 gen.       |

| Andata (1ª) | Andata (1ª)         | Prima giornata         | Ritorno (18ª) | Ritorno (18ª) |
|             |                     |                        |               |               |
| 2 set.      | 1-1                 | AlbinoLeffe-Südtirol   | 1-1           | 6 gen.        |
| 2 set.      | 3-1                 | Como-San Marino        | 0-3           | 6 gen.        |
| 2 set.      | 3-2                 | Lecce-Cremonese        | 1-1           | 6 gen.        |
| 2 set.      | 1-2                 | Pavia-Feralpisalò      | 3-0           | 6 gen.        |
| 2 set.      | 2-1                 | Reggiana-Lumezzane     | 0-2           | 6 gen.        |
| 2 set.      | 0-1                 | Trapani-Carpi          | 3-1           | 6 gen.        |
| 2 set.      | 1-2                 | Treviso-Cuneo          | 0-0           | 6 gen.        |
| 1º set.     | 2-3                 | Tritium-Virtus Entella | 0-2           | 6 gen.        |
|             | Riposa: Portogruaro |                        |               | 6 gen.        |

| Andata (2ª) | Andata (2ª)  | Seconda giornata       | Ritorno (19ª) | Ritorno (19ª) |
|             |              |                        |               |               |
| 9 set.      | 2-0          | Carpi-Reggiana         | 1-2           | 14 gen.       |
| 9 set.      | 1-1          | Cremonese-AlbinoLeffe  | 1-1           | 13 gen.       |
| 9 set.      | 1-2          | Cuneo-Lecce            | 0-2           | 13 gen.       |
| 9 set.      | 1-2          | Feralpisalò-Trapani    | 1-4           | 13 gen.       |
| 9 set.      | 1-1          | Lumezzane-Portogruaro  | 1-2           | 13 gen.       |
| 9 set.      | 3-1          | San Marino-Tritium     | 5-2           | 12 gen.       |
| 9 set.      | 2-1          | Südtirol-Pavia         | 1-2           | 13 gen.       |
| 9 set.      | 4-1          | Virtus Entella-Treviso | 0-0           | 13 gen.       |
| 9 set.      | Riposa: Como |                        |               | 13 gen.       |

| Andata (3ª) | Andata (3ª)      | Terza giornata             | Ritorno (20ª) | Ritorno (20ª) |
|             |                  |                            |               |               |
| 16 set.     | 3-1              | AlbinoLeffe-Virtus Entella | 0-2           | 20 gen.       |
| 16 set.     | 2-0              | Cremonese-Feralpisalò      | 0-1           | 20 gen.       |
| 16 set.     | 2-0              | Lecce-San Marino           | 1-3           | 20 gen.       |
| 16 set.     | 0-0              | Pavia-Lumezzane            | 0-2           | 20 gen.       |
| 16 set.     | 2-0              | Portogruaro-Carpi          | 0-0           | 20 gen.       |
| 16 set.     | 2-0              | Reggiana-Cuneo             | 0-0           | 26 gen.       |
| 16 set.     | 3-2              | Trapani-Treviso            | 3-2           | 20 gen.       |
| 15 set.     | 2-2              | Tritium-Como               | 0-4           | 20 gen.       |
|             | Riposa: Südtirol |                            |               | 20 gen.       |

| Andata (4ª) | Andata (4ª)     | Quarta giornata        | Ritorno (21ª) | Ritorno (21ª) |
|             |                 |                        |               |               |
| 23 set.     | 1-1             | Carpi-Cremonese        | 2-3           | 3 feb.        |
| 23 set.     | 1-1             | Como-Portogruaro       | 2-2           | 3 feb.        |
| 23 set.     | 0-0             | Cuneo-AlbinoLeffe      | 1-2           | 3 feb.        |
| 23 set.     | 2-1             | Feralpisalò-Reggiana   | 4-1           | 3 feb.        |
| 23 set.     | 1-0             | Lumezzane-Südtirol     | 2-4           | 4 feb.        |
| 24 set.     | 0-1             | San Marino-Pavia       | 1-0           | 3 feb.        |
| 23 set.     | 1-3             | Treviso-Lecce          | 1-2           | 3 feb.        |
| 23 set.     | 3-2             | Virtus Entella-Trapani | 0-0           | 3 feb.        |
| 23 set.     | Riposa: Tritium |                        |               | 3 feb.        |

| Andata (3ª) | Andata (3ª)      | Terza giornata             | Ritorno (20ª) | Ritorno (20ª) |
|             |                  |                            |               |               |
| 16 set.     | 3-1              | AlbinoLeffe-Virtus Entella | 0-2           | 20 gen.       |
| 16 set.     | 2-0              | Cremonese-Feralpisalò      | 0-1           | 20 gen.       |
| 16 set.     | 2-0              | Lecce-San Marino           | 1-3           | 20 gen.       |
| 16 set.     | 0-0              | Pavia-Lumezzane            | 0-2           | 20 gen.       |
| 16 set.     | 2-0              | Portogruaro-Carpi          | 0-0           | 20 gen.       |
| 16 set.     | 2-0              | Reggiana-Cuneo             | 0-0           | 26 gen.       |
| 16 set.     | 3-2              | Trapani-Treviso            | 3-2           | 20 gen.       |
| 15 set.     | 2-2              | Tritium-Como               | 0-4           | 20 gen.       |
|             | Riposa: Südtirol |                            |               | 20 gen.       |

| Andata (4ª) | Andata (4ª)     | Quarta giornata        | Ritorno (21ª) | Ritorno (21ª) |
|             |                 |                        |               |               |
| 23 set.     | 1-1             | Carpi-Cremonese        | 2-3           | 3 feb.        |
| 23 set.     | 1-1             | Como-Portogruaro       | 2-2           | 3 feb.        |
| 23 set.     | 0-0             | Cuneo-AlbinoLeffe      | 1-2           | 3 feb.        |
| 23 set.     | 2-1             | Feralpisalò-Reggiana   | 4-1           | 3 feb.        |
| 23 set.     | 1-0             | Lumezzane-Südtirol     | 2-4           | 4 feb.        |
| 24 set.     | 0-1             | San Marino-Pavia       | 1-0           | 3 feb.        |
| 23 set.     | 1-3             | Treviso-Lecce          | 1-2           | 3 feb.        |
| 23 set.     | 3-2             | Virtus Entella-Trapani | 0-0           | 3 feb.        |
| 23 set.     | Riposa: Tritium |                        |               | 3 feb.        |

| Andata (5ª) | Andata (5ª)         | Quinta giornata        | Ritorno (22ª) | Ritorno (22ª) |
|             |                     |                        |               |               |
| 1º ott.     | 0-0                 | AlbinoLeffe-Treviso    | 1-2           | 10 feb.       |
| 30 set.     | 0-0                 | Cremonese-Lumezzane    | 1-2           | 10 feb.       |
| 30 set.     | 2-0                 | Lecce-Tritium          | 3-0           | 10 feb.       |
| 30 set.     | 1-1                 | Pavia-Virtus Entella   | 1-2           | 10 feb.       |
| 30 set.     | 2-1                 | Portogruaro-San Marino | 0-2           | 10 feb.       |
| 30 set.     | 0-1                 | Reggiana-Como          | 0-2           | 10 feb.       |
| 30 set.     | 2-1                 | Südtirol-Carpi         | 2-0           | 10 feb.       |
| 30 set.     | 3-0                 | Trapani-Cuneo          | 1-0           | 10 feb.       |
| 30 set.     | Riposa: Feralpisalò |                        |               | 10 feb.       |

| Andata (6ª) | Andata (6ª)     | Sesta giornata          | Ritorno (23ª) | Ritorno (23ª) |
|             |                 |                         |               |               |
| 7 ott.      | 2-1             | Carpi-AlbinoLeffe       | 0-1           | 17 feb.       |
| 7 ott.      | 2-2             | Como-Lecce              | 0-2           | 18 feb.       |
| 7 ott.      | 1-1             | Cuneo-Cremonese         | 0-2           | 17 feb.       |
| 7 ott.      | 2-0             | Lumezzane-Feralpisalò   | 0-0           | 17 feb.       |
| 7 ott.      | 2-1             | San Marino-Südtirol     | 0-0           | 17 feb.       |
| 7 ott.      | 0-0             | Treviso-Portogruaro     | 0-2           | 17 feb.       |
| 7 ott.      | 0-0             | Tritium-Pavia           | 0-0           | 17 feb.       |
| 7 ott.      | 3-0             | Virtus Entella-Reggiana | 0-2           | 17 feb.       |
| 7 ott.      | Riposa: Trapani |                         |               | 17 feb.       |

| Andata (5ª) | Andata (5ª)         | Quinta giornata        | Ritorno (22ª) | Ritorno (22ª) |
|             |                     |                        |               |               |
| 1º ott.     | 0-0                 | AlbinoLeffe-Treviso    | 1-2           | 10 feb.       |
| 30 set.     | 0-0                 | Cremonese-Lumezzane    | 1-2           | 10 feb.       |
| 30 set.     | 2-0                 | Lecce-Tritium          | 3-0           | 10 feb.       |
| 30 set.     | 1-1                 | Pavia-Virtus Entella   | 1-2           | 10 feb.       |
| 30 set.     | 2-1                 | Portogruaro-San Marino | 0-2           | 10 feb.       |
| 30 set.     | 0-1                 | Reggiana-Como          | 0-2           | 10 feb.       |
| 30 set.     | 2-1                 | Südtirol-Carpi         | 2-0           | 10 feb.       |
| 30 set.     | 3-0                 | Trapani-Cuneo          | 1-0           | 10 feb.       |
| 30 set.     | Riposa: Feralpisalò |                        |               | 10 feb.       |

| Andata (6ª) | Andata (6ª)     | Sesta giornata          | Ritorno (23ª) | Ritorno (23ª) |
|             |                 |                         |               |               |
| 7 ott.      | 2-1             | Carpi-AlbinoLeffe       | 0-1           | 17 feb.       |
| 7 ott.      | 2-2             | Como-Lecce              | 0-2           | 18 feb.       |
| 7 ott.      | 1-1             | Cuneo-Cremonese         | 0-2           | 17 feb.       |
| 7 ott.      | 2-0             | Lumezzane-Feralpisalò   | 0-0           | 17 feb.       |
| 7 ott.      | 2-1             | San Marino-Südtirol     | 0-0           | 17 feb.       |
| 7 ott.      | 0-0             | Treviso-Portogruaro     | 0-2           | 17 feb.       |
| 7 ott.      | 0-0             | Tritium-Pavia           | 0-0           | 17 feb.       |
| 7 ott.      | 3-0             | Virtus Entella-Reggiana | 0-2           | 17 feb.       |
| 7 ott.      | Riposa: Trapani |                         |               | 17 feb.       |

| Andata (7ª) | Andata (7ª)      | Settima giornata       | Ritorno (24ª) | Ritorno (24ª) |
|             |                  |                        |               |               |
| 14 ott.     | 1-1              | AlbinoLeffe-San Marino | 2-1           | 14 mar.       |
| 14 ott.     | 2-0              | Cremonese-Treviso      | 1-1           | 24 feb.       |
| 14 ott.     | 1-3              | Feralpisalò-Como       | 2-0           | 24 feb.       |
| 14 ott.     | 4-2              | Lecce-Virtus Entella   | 2-2           | 24 feb.       |
| 14 ott.     | 1-1              | Lumezzane-Trapani      | 0-2           | 24 feb.       |
| 14 ott.     | 0-0              | Pavia-Carpi            | 0-2           | 25 feb.       |
| 14 ott.     | 1-1              | Portogruaro-Tritium    | 0-1           | 13 mar.       |
| 14 ott.     | 2-1              | Südtirol-Cuneo         | 0-0           | 13 mar.       |
| 14 ott.     | Riposa: Reggiana |                        |               |               |

| Andata (8ª) | Andata (8ª)        | Ottava giornata          | Ritorno (25ª) | Ritorno (25ª) |
|             |                    |                          |               |               |
| 21 ott.     | 1-0                | Carpi-Lumezzane          | 1-1           | 3 mar.        |
| 21 ott.     | 1-2                | Como-Pavia               | 1-2           | 3 mar.        |
| 21 ott.     | 0-1                | Cuneo-Portogruaro        | 0-1           | 3 mar.        |
| 21 ott.     | 1-1                | Reggiana-AlbinoLeffe     | 0-3           | 3 mar.        |
| 22 ott.     | 0-1                | Trapani-Lecce            | 2-1           | 4 mar.        |
| 21 ott.     | 1-3                | Treviso-Südtirol         | 1-2           | 3 mar.        |
| 21 ott.     | 0-1                | Tritium-Feralpisalò      | 0-1           | 3 mar.        |
| 21 ott.     | 0-0                | Virtus Entella-Cremonese | 1-1           | 3 mar.        |
| 21 ott.     | Riposa: San Marino |                          |               | 3 mar.        |

| Andata (7ª) | Andata (7ª)      | Settima giornata       | Ritorno (24ª) | Ritorno (24ª) |
|             |                  |                        |               |               |
| 14 ott.     | 1-1              | AlbinoLeffe-San Marino | 2-1           | 14 mar.       |
| 14 ott.     | 2-0              | Cremonese-Treviso      | 1-1           | 24 feb.       |
| 14 ott.     | 1-3              | Feralpisalò-Como       | 2-0           | 24 feb.       |
| 14 ott.     | 4-2              | Lecce-Virtus Entella   | 2-2           | 24 feb.       |
| 14 ott.     | 1-1              | Lumezzane-Trapani      | 0-2           | 24 feb.       |
| 14 ott.     | 0-0              | Pavia-Carpi            | 0-2           | 25 feb.       |
| 14 ott.     | 1-1              | Portogruaro-Tritium    | 0-1           | 13 mar.       |
| 14 ott.     | 2-1              | Südtirol-Cuneo         | 0-0           | 13 mar.       |
| 14 ott.     | Riposa: Reggiana |                        |               |               |

| Andata (8ª) | Andata (8ª)        | Ottava giornata          | Ritorno (25ª) | Ritorno (25ª) |
|             |                    |                          |               |               |
| 21 ott.     | 1-0                | Carpi-Lumezzane          | 1-1           | 3 mar.        |
| 21 ott.     | 1-2                | Como-Pavia               | 1-2           | 3 mar.        |
| 21 ott.     | 0-1                | Cuneo-Portogruaro        | 0-1           | 3 mar.        |
| 21 ott.     | 1-1                | Reggiana-AlbinoLeffe     | 0-3           | 3 mar.        |
| 22 ott.     | 0-1                | Trapani-Lecce            | 2-1           | 4 mar.        |
| 21 ott.     | 1-3                | Treviso-Südtirol         | 1-2           | 3 mar.        |
| 21 ott.     | 0-1                | Tritium-Feralpisalò      | 0-1           | 3 mar.        |
| 21 ott.     | 0-0                | Virtus Entella-Cremonese | 1-1           | 3 mar.        |
| 21 ott.     | Riposa: San Marino |                          |               | 3 mar.        |

| Andata (9ª) | Andata (9ª)         | Nona giornata              | Ritorno (26ª) | Ritorno (26ª) |
|             |                     |                            |               |               |
| 29 ott.     | 0-0                 | Cremonese-Reggiana         | 1-0           | 10 mar.       |
| 28 ott.     | 1-1                 | Feralpisalò-Virtus Entella | 0-2           | 10 mar.       |
| 14 nov.     | 2-1                 | Lumezzane-Lecce            | 0-5           | 10 mar.       |
| 28 ott.     | 2-0                 | Pavia-Treviso              | 0-0           | 10 mar.       |
| 28 ott.     | 1-1                 | Portogruaro-Trapani        | 0-0           | 10 mar.       |
| 28 ott.     | 0-3                 | San Marino-Carpi           | 0-1           | 11 mar.       |
| 28 ott.     | 0-0                 | Südtirol-Como              | 2-2           | 10 mar.       |
| 28 ott.     | 0-0                 | Tritium-Cuneo              | 2-1           | 10 mar.       |
| 28 ott.     | Riposa: AlbinoLeffe |                            |               | 10 mar.       |

| Andata (10ª) | Andata (10ª)  | Decima giornata          | Ritorno (27ª) | Ritorno (27ª) |
|              |               |                          |               |               |
| 4 nov.       | 1-1           | AlbinoLeffe-Feralpisalò  | 0-0           | 17 mar.       |
| 4 nov.       | 0-0           | Como-Cremonese           | 1-3           | 18 mar.       |
| 4 nov.       | 2-0           | Cuneo-Pavia              | 2-0           | 17 mar.       |
| 2 nov.       | 2-1           | Lecce-Portogruaro        | 0-0           | 17 mar.       |
| 4 nov.       | 2-2           | Reggiana-Südtirol        | 0-3           | 17 mar.       |
| 4 nov.       | 2-0           | Trapani-Tritium          | 2-1           | 17 mar.       |
| 4 nov.       | 1-3           | Treviso-San Marino       | 0-1           | 17 mar.       |
| 4 nov.       | 1-1           | Virtus Entella-Lumezzane | 1-1           | 17 mar.       |
| 4 nov.       | Riposa: Carpi |                          |               | 17 mar.       |

| Andata (9ª) | Andata (9ª)         | Nona giornata              | Ritorno (26ª) | Ritorno (26ª) |
|             |                     |                            |               |               |
| 29 ott.     | 0-0                 | Cremonese-Reggiana         | 1-0           | 10 mar.       |
| 28 ott.     | 1-1                 | Feralpisalò-Virtus Entella | 0-2           | 10 mar.       |
| 14 nov.     | 2-1                 | Lumezzane-Lecce            | 0-5           | 10 mar.       |
| 28 ott.     | 2-0                 | Pavia-Treviso              | 0-0           | 10 mar.       |
| 28 ott.     | 1-1                 | Portogruaro-Trapani        | 0-0           | 10 mar.       |
| 28 ott.     | 0-3                 | San Marino-Carpi           | 0-1           | 11 mar.       |
| 28 ott.     | 0-0                 | Südtirol-Como              | 2-2           | 10 mar.       |
| 28 ott.     | 0-0                 | Tritium-Cuneo              | 2-1           | 10 mar.       |
| 28 ott.     | Riposa: AlbinoLeffe |                            |               | 10 mar.       |

| Andata (10ª) | Andata (10ª)  | Decima giornata          | Ritorno (27ª) | Ritorno (27ª) |
|              |               |                          |               |               |
| 4 nov.       | 1-1           | AlbinoLeffe-Feralpisalò  | 0-0           | 17 mar.       |
| 4 nov.       | 0-0           | Como-Cremonese           | 1-3           | 18 mar.       |
| 4 nov.       | 2-0           | Cuneo-Pavia              | 2-0           | 17 mar.       |
| 2 nov.       | 2-1           | Lecce-Portogruaro        | 0-0           | 17 mar.       |
| 4 nov.       | 2-2           | Reggiana-Südtirol        | 0-3           | 17 mar.       |
| 4 nov.       | 2-0           | Trapani-Tritium          | 2-1           | 17 mar.       |
| 4 nov.       | 1-3           | Treviso-San Marino       | 0-1           | 17 mar.       |
| 4 nov.       | 1-1           | Virtus Entella-Lumezzane | 1-1           | 17 mar.       |
| 4 nov.       | Riposa: Carpi |                          |               | 17 mar.       |

| Andata (11ª) | Andata (11ª)      | Undicesima giornata        | Ritorno (28ª) | Ritorno (28ª) |
|              |                   |                            |               |               |
| 12 nov.      | 1-0               | Carpi-Treviso              | 2-1           | 24 mar.       |
| 11 nov.      | 2-2               | Como-Trapani               | 0-1           | 24 mar.       |
| 11 nov.      | 1-2               | Lumezzane-Cuneo            | 1-1           | 24 mar.       |
| 11 nov.      | 2-2               | Pavia-Lecce                | 0-1           | 23 mar.       |
| 11 nov.      | 1-1               | Portogruaro-Virtus Entella | 1-2           | 24 mar.       |
| 12 nov.      | 4-0               | San Marino-Reggiana        | 3-1           | 24 mar.       |
| 21 nov.      | 3-0               | Südtirol-Feralpisalò       | 1-3           | 24 mar.       |
| 11 nov.      | 0-1               | Tritium-AlbinoLeffe        | 1-1           | 24 mar.       |
| 11 nov.      | Riposa: Cremonese |                            |               | 24 mar.       |

| Andata (12ª) | Andata (12ª)  | Dodicesima giornata     | Ritorno (29ª) | Ritorno (29ª) |
|              |               |                         |               |               |
| 18 nov.      | 1-2           | AlbinoLeffe-Lumezzane   | 2-1           | 7 apr.        |
| 16 nov.      | 0-1           | Cremonese-Pavia         | 1-2           | 7 apr.        |
| 18 nov.      | 0-1           | Cuneo-San Marino        | 0-0           | 7 apr.        |
| 18 nov.      | 2-2           | Feralpisalò-Portogruaro | 1-1           | 7 apr.        |
| 18 nov.      | 4-0           | Reggiana-Tritium        | 2-1           | 7 apr.        |
| 18 nov.      | 4-0           | Trapani-Südtirol        | 1-1           | 8 apr.        |
| 18 nov.      | 2-2           | Treviso-Como            | 3-4           | 7 apr.        |
| 18 nov.      | 1-1           | Virtus Entella-Carpi    | 1-3           | 7 apr.        |
| 18 nov.      | Riposa: Lecce |                         |               | 7 apr.        |

| Andata (11ª) | Andata (11ª)      | Undicesima giornata        | Ritorno (28ª) | Ritorno (28ª) |
|              |                   |                            |               |               |
| 12 nov.      | 1-0               | Carpi-Treviso              | 2-1           | 24 mar.       |
| 11 nov.      | 2-2               | Como-Trapani               | 0-1           | 24 mar.       |
| 11 nov.      | 1-2               | Lumezzane-Cuneo            | 1-1           | 24 mar.       |
| 11 nov.      | 2-2               | Pavia-Lecce                | 0-1           | 23 mar.       |
| 11 nov.      | 1-1               | Portogruaro-Virtus Entella | 1-2           | 24 mar.       |
| 12 nov.      | 4-0               | San Marino-Reggiana        | 3-1           | 24 mar.       |
| 21 nov.      | 3-0               | Südtirol-Feralpisalò       | 1-3           | 24 mar.       |
| 11 nov.      | 0-1               | Tritium-AlbinoLeffe        | 1-1           | 24 mar.       |
| 11 nov.      | Riposa: Cremonese |                            |               | 24 mar.       |

| Andata (12ª) | Andata (12ª)  | Dodicesima giornata     | Ritorno (29ª) | Ritorno (29ª) |
|              |               |                         |               |               |
| 18 nov.      | 1-2           | AlbinoLeffe-Lumezzane   | 2-1           | 7 apr.        |
| 16 nov.      | 0-1           | Cremonese-Pavia         | 1-2           | 7 apr.        |
| 18 nov.      | 0-1           | Cuneo-San Marino        | 0-0           | 7 apr.        |
| 18 nov.      | 2-2           | Feralpisalò-Portogruaro | 1-1           | 7 apr.        |
| 18 nov.      | 4-0           | Reggiana-Tritium        | 2-1           | 7 apr.        |
| 18 nov.      | 4-0           | Trapani-Südtirol        | 1-1           | 8 apr.        |
| 18 nov.      | 2-2           | Treviso-Como            | 3-4           | 7 apr.        |
| 18 nov.      | 1-1           | Virtus Entella-Carpi    | 1-3           | 7 apr.        |
| 18 nov.      | Riposa: Lecce |                         |               | 7 apr.        |

| Andata (13ª) | Andata (13ª)      | Tredicesima giornata      | Ritorno (30ª) | Ritorno (30ª) |
|              |                   |                           |               |               |
| 25 nov.      | 3-0               | Carpi-Feralpisalò         | 1-0           | 14 apr.       |
| 25 nov.      | 1-4               | Como-Cuneo                | 1-1           | 14 apr.       |
| 25 nov.      | 2-1               | Lecce-Reggiana            | 2-0           | 14 apr.       |
| 25 nov.      | 2-2               | Pavia-Trapani             | 0-3           | 14 apr.       |
| 25 nov.      | 1-4               | Portogruaro-AlbinoLeffe   | 0-3           | 14 apr.       |
| 25 nov.      | 2-2               | San Marino-Virtus Entella | 0-2           | 14 apr.       |
| 25 nov.      | 1-0               | Südtirol-Cremonese        | 1-2           | 14 apr.       |
| 25 nov.      | 2-0               | Tritium-Treviso           | 1-1           | 14 apr.       |
| 25 nov.      | Riposa: Lumezzane |                           |               | 14 apr.       |

| Andata (14ª) | Andata (14ª)    | Quattordicesima giornata | Ritorno (31ª) | Ritorno (31ª) |
|              |                 |                          |               |               |
| 2 dic.       | 0-0             | AlbinoLeffe-Pavia        | 2-0           | 21 apr.       |
| 2 dic.       | 5-0             | Cremonese-Tritium        | 2-0           | 21 apr.       |
| 2 dic.       | 0-0             | Cuneo-Carpi              | 3-1           | 21 apr.       |
| 2 dic.       | 4-0             | Feralpisalò-Lecce        | 0-3           | 21 apr.       |
| 2 dic.       | 1-1             | Lumezzane-Como           | 0-3           | 21 apr.       |
| 2 dic.       | 2-1             | Reggiana-Portogruaro     | 1-0           | 21 apr.       |
| 2 dic.       | 4-0             | Trapani-San Marino       | 1-0           | 21 apr.       |
| 2 dic.       | 1-1             | Virtus Entella-Südtirol  | 0-3           | 21 apr.       |
| 2 dic.       | Riposa: Treviso |                          |               | 21 apr.       |

| Andata (13ª) | Andata (13ª)      | Tredicesima giornata      | Ritorno (30ª) | Ritorno (30ª) |
|              |                   |                           |               |               |
| 25 nov.      | 3-0               | Carpi-Feralpisalò         | 1-0           | 14 apr.       |
| 25 nov.      | 1-4               | Como-Cuneo                | 1-1           | 14 apr.       |
| 25 nov.      | 2-1               | Lecce-Reggiana            | 2-0           | 14 apr.       |
| 25 nov.      | 2-2               | Pavia-Trapani             | 0-3           | 14 apr.       |
| 25 nov.      | 1-4               | Portogruaro-AlbinoLeffe   | 0-3           | 14 apr.       |
| 25 nov.      | 2-2               | San Marino-Virtus Entella | 0-2           | 14 apr.       |
| 25 nov.      | 1-0               | Südtirol-Cremonese        | 1-2           | 14 apr.       |
| 25 nov.      | 2-0               | Tritium-Treviso           | 1-1           | 14 apr.       |
| 25 nov.      | Riposa: Lumezzane |                           |               | 14 apr.       |

| Andata (14ª) | Andata (14ª)    | Quattordicesima giornata | Ritorno (31ª) | Ritorno (31ª) |
|              |                 |                          |               |               |
| 2 dic.       | 0-0             | AlbinoLeffe-Pavia        | 2-0           | 21 apr.       |
| 2 dic.       | 5-0             | Cremonese-Tritium        | 2-0           | 21 apr.       |
| 2 dic.       | 0-0             | Cuneo-Carpi              | 3-1           | 21 apr.       |
| 2 dic.       | 4-0             | Feralpisalò-Lecce        | 0-3           | 21 apr.       |
| 2 dic.       | 1-1             | Lumezzane-Como           | 0-3           | 21 apr.       |
| 2 dic.       | 2-1             | Reggiana-Portogruaro     | 1-0           | 21 apr.       |
| 2 dic.       | 4-0             | Trapani-San Marino       | 1-0           | 21 apr.       |
| 2 dic.       | 1-1             | Virtus Entella-Südtirol  | 0-3           | 21 apr.       |
| 2 dic.       | Riposa: Treviso |                          |               | 21 apr.       |

| Andata (15ª) | Andata (15ª)  | Quindicesima giornata  | Ritorno (32ª) | Ritorno (32ª) |
|              |               |                        |               |               |
| 9 dic.       | 0-1           | Como-Virtus Entella    | 0-5           | 28 apr.       |
| 9 dic.       | 0-1           | Lecce-Südtirol         | 2-1           | 28 apr.       |
| 9 dic.       | 1-0           | Pavia-Reggiana         | 1-0           | 28 apr.       |
| 9 dic.       | 0-2           | Portogruaro-Cremonese  | 0-0           | 28 apr.       |
| 26 gen.      | 0-1           | San Marino-Feralpisalò | 1-1           | 28 apr.       |
| 9 dic.       | 1-3           | Trapani-AlbinoLeffe    | 1-1           | 28 apr.       |
| 9 dic.       | 1-1           | Treviso-Lumezzane      | 0-3           | 28 apr.       |
| 9 dic.       | 1-1           | Tritium-Carpi          | 1-2           | 28 apr.       |
| 9 dic.       | Riposa: Cuneo |                        |               | 28 apr.       |

| Andata (16ª) | Andata (16ª)  | Sedicesima giornata  | Ritorno (33ª) | Ritorno (33ª) |
|              |               |                      |               |               |
| 16 dic.      | 3-1           | AlbinoLeffe-Como     | 1-2           | 5 mag.        |
| 16 dic.      | 1-0           | Carpi-Lecce          | 2-2           | 5 mag.        |
| 16 dic.      | 1-1           | Cremonese-San Marino | 6-1           | 5 mag.        |
| 16 dic.      | 3-0           | Feralpisalò-Treviso  | 0-3           | 5 mag.        |
| 26 gen.      | 5-2           | Lumezzane-Tritium    | 1-1           | 5 mag.        |
| 14 dic.      | 1-3           | Reggiana-Trapani     | 2-2           | 5 mag.        |
| 17 dic.      | 1-0           | Südtirol-Portogruaro | 0-1           | 5 mag.        |
| 16 dic.      | 0-1           | Virtus Entella-Cuneo | 1-1           | 5 mag.        |
|              | Riposa: Pavia |                      |               | 5 mag.        |

| Andata (15ª) | Andata (15ª)  | Quindicesima giornata  | Ritorno (32ª) | Ritorno (32ª) |
|              |               |                        |               |               |
| 9 dic.       | 0-1           | Como-Virtus Entella    | 0-5           | 28 apr.       |
| 9 dic.       | 0-1           | Lecce-Südtirol         | 2-1           | 28 apr.       |
| 9 dic.       | 1-0           | Pavia-Reggiana         | 1-0           | 28 apr.       |
| 9 dic.       | 0-2           | Portogruaro-Cremonese  | 0-0           | 28 apr.       |
| 26 gen.      | 0-1           | San Marino-Feralpisalò | 1-1           | 28 apr.       |
| 9 dic.       | 1-3           | Trapani-AlbinoLeffe    | 1-1           | 28 apr.       |
| 9 dic.       | 1-1           | Treviso-Lumezzane      | 0-3           | 28 apr.       |
| 9 dic.       | 1-1           | Tritium-Carpi          | 1-2           | 28 apr.       |
| 9 dic.       | Riposa: Cuneo |                        |               | 28 apr.       |

| Andata (16ª) | Andata (16ª)  | Sedicesima giornata  | Ritorno (33ª) | Ritorno (33ª) |
|              |               |                      |               |               |
| 16 dic.      | 3-1           | AlbinoLeffe-Como     | 1-2           | 5 mag.        |
| 16 dic.      | 1-0           | Carpi-Lecce          | 2-2           | 5 mag.        |
| 16 dic.      | 1-1           | Cremonese-San Marino | 6-1           | 5 mag.        |
| 16 dic.      | 3-0           | Feralpisalò-Treviso  | 0-3           | 5 mag.        |
| 26 gen.      | 5-2           | Lumezzane-Tritium    | 1-1           | 5 mag.        |
| 14 dic.      | 1-3           | Reggiana-Trapani     | 2-2           | 5 mag.        |
| 17 dic.      | 1-0           | Südtirol-Portogruaro | 0-1           | 5 mag.        |
| 16 dic.      | 0-1           | Virtus Entella-Cuneo | 1-1           | 5 mag.        |
|              | Riposa: Pavia |                      |               | 5 mag.        |

| \| Andata (17ª) \| Andata (17ª) \| Diciassettesima giornata \| Ritorno (34ª) \| Ritorno (34ª) \| \| \| \| \| \| \| \| 22 dic. \| 0-0 \| Como-Carpi \| 2-1 \| 12 mag. \| \| 22 dic. \| 2-0 \| Cuneo-Feralpisalò \| 1-3 \| 12 mag. \| \| 22 dic. \| 0-0 \| Lecce-AlbinoLeffe \| 1-2 \| 12 mag. \| \| 22 dic. \| 2-2 \| Portogruaro-Pavia \| 3-2 \| 12 mag. \| \| 22 dic. \| 1-1 \| San Marino-Lumezzane \| 0-2 \| 12 mag. \| \| 22 dic. \| 0-0 \| Trapani-Cremonese \| 4-3 \| 12 mag. \| \| 22 dic. \| 2-1 \| Treviso-Reggiana \| 1-0 \| 12 mag. \| \| 22 dic. \| 1-1 \| Tritium-Südtirol \| 0-0 \| 12 mag. \| \| 22 dic. \| Riposa: Virtus Entella \| \| \| 12 mag. \| |                        |                          |               |               |
| Andata (17ª) | Andata (17ª)           | Diciassettesima giornata | Ritorno (34ª) | Ritorno (34ª) |
| |                        |                          |               |               |
| 22 dic. | 0-0                    | Como-Carpi               | 2-1           | 12 mag.       |
| 22 dic. | 2-0                    | Cuneo-Feralpisalò        | 1-3           | 12 mag.       |
| 22 dic. | 0-0                    | Lecce-AlbinoLeffe        | 1-2           | 12 mag.       |
| 22 dic. | 2-2                    | Portogruaro-Pavia        | 3-2           | 12 mag.       |
| 22 dic. | 1-1                    | San Marino-Lumezzane     | 0-2           | 12 mag.       |
| 22 dic. | 0-0                    | Trapani-Cremonese        | 4-3           | 12 mag.       |
| 22 dic. | 2-1                    | Treviso-Reggiana         | 1-0           | 12 mag.       |
| 22 dic. | 1-1                    | Tritium-Südtirol         | 0-0           | 12 mag.       |
| 22 dic. | Riposa: Virtus Entella |                          |               | 12 mag.       |

| Andata (17ª) | Andata (17ª)           | Diciassettesima giornata | Ritorno (34ª) | Ritorno (34ª) |
|              |                        |                          |               |               |
| 22 dic.      | 0-0                    | Como-Carpi               | 2-1           | 12 mag.       |
| 22 dic.      | 2-0                    | Cuneo-Feralpisalò        | 1-3           | 12 mag.       |
| 22 dic.      | 0-0                    | Lecce-AlbinoLeffe        | 1-2           | 12 mag.       |
| 22 dic.      | 2-2                    | Portogruaro-Pavia        | 3-2           | 12 mag.       |
| 22 dic.      | 1-1                    | San Marino-Lumezzane     | 0-2           | 12 mag.       |
| 22 dic.      | 0-0                    | Trapani-Cremonese        | 4-3           | 12 mag.       |
| 22 dic.      | 2-1                    | Treviso-Reggiana         | 1-0           | 12 mag.       |
| 22 dic.      | 1-1                    | Tritium-Südtirol         | 0-0           | 12 mag.       |
| 22 dic.      | Riposa: Virtus Entella |                          |               | 12 mag.       |

### Spareggi

#### Play-off
Tabellone
|  | Semifinali | Semifinali     | Semifinali | Semifinali | Semifinali |  |  | Finale | Finale | Finale | Finale | Finale |  |
|  |            |                |            |            |            |  |  |        |        |        |        |        |  |
|  | 4          | Sudtirol       | 1          | 2          | 3          |  |  |        |        |        |        |        |  |
|  | 3          | Carpi          | 2          | 2          | 4          |  |  | 3      | Carpi  | 1      | 1      | 2      |  |
|  | 5          | Virtus Entella | 1          | 1          | 2          |  |  | 2      | Lecce  | 0      | 1      | 1      |  |
|  | 2          | Lecce          | 1          | 2          | 3          |  |  |        |        |        |        |        |  |

##### Semifinali
|                | Risultati |                | Luogo e data             |
| -------------- | --------- | -------------- | ------------------------ |
| Virtus Entella | 1-1       | Lecce          | Chiavari, 26 maggio 2013 |
| Lecce          | 2-1       | Virtus Entella | Lecce, 2 giugno 2013     |
|                |           |                |                          |
| Südtirol       | 1-2       | Carpi          | Bolzano, 26 maggio 2013  |
| Carpi          | 2-2       | Südtirol       | Carpi, 2 giugno 2013     |
|                |           |                |                          |

##### Finali
|       | Risultati |       | Luogo e data          |
| ----- | --------- | ----- | --------------------- |
| Carpi | 1-0       | Lecce | Carpi, 9 giugno 2013  |
| Lecce | 1-1       | Carpi | Lecce, 16 giugno 2013 |
|       |           |       |                       |

#### Play-out
|             | Risultati |             | Luogo e data                  |
| ----------- | --------- | ----------- | ----------------------------- |
| Tritium     | 1-1       | Portogruaro | Monza, 25 maggio 2013         |
| Portogruaro | 1-2       | Tritium     | Portogruaro, 2 giugno 2013    |
|             |           |             |                               |
| Reggiana    | 1-1       | Cuneo       | Reggio Emilia, 26 maggio 2013 |
| Cuneo       | 0-1       | Reggiana    | Cuneo, 2 giugno 2013          |
|             |           |             |                               |

### Statistiche

#### Squadre

##### Primati stagionali
Squadre
- Maggior numero di vittorie: Lecce e Trapani (18)
- Minor numero di sconfitte: Trapani (4)
- Migliore attacco: Trapani (60 reti fatte)
- Miglior difesa: Albinoleffe e Cremonese (27 reti subite)
- Miglior differenza reti: Trapani (+29)
- Maggior numero di pareggi: Albinoleffe, Cremonese, Portogruaro e Virtus Entella (14)
- Minor numero di pareggi: Reggiana (5)
- Minor numero di vittorie: Tritium (3)
- Maggior numero di sconfitte: Reggiana e Treviso (19)
- Peggiore attacco: Tritium (23 reti fatte)
- Peggior difesa: Tritium (58 reti subite)
- Peggior differenza reti: Tritium (-35)
- Miglior serie positiva: Trapani (dalla 16ª alla 34ª giornata) (18)

Partite
- Partite con più reti (7):

Tritium-San Marino 2-5
Como-Treviso 4-3
Lumezzane-Tritium 5-2
San Marino-Cremonese 1-6
Cremonese-Trapani 3-4
- Partite con maggiore scarto di reti (5):

Cremonese-Tritium 5-0
Lecce-Lumezzane 5-0
Virtus Entella-Como 5-0
San Marino-Cremonese 1-6
- Maggior numero di reti in una giornata: 27 reti (13ª giornata)
- Minor numero di reti in una giornata: 9 reti (23ª giornata)

#### Individuali

##### Classifica marcatori
| Gol | Rigori |  | Giocatore            | Squadra                   |
| --- | ------ |  | -------------------- | ------------------------- |
| 15  |        |  | Matteo Mancosu       | Trapani                   |
| 14  |        |  | Giovanni Abate       | Trapani                   |
| 14  | 1      |  | Alfredo Donnarumma   | Como                      |
| 13  | 3      |  | Luigi Della Rocca    | Carpi (4) Portogruaro (9) |
| 12  |        |  | Andrea Belotti       | Albinoleffe               |
| 11  |        |  | Roberto Inglese      | Lumezzane                 |
| 11  |        |  | Simone Guerra        | Virtus Entella            |
| 10  | 1      |  | Massimiliano Carlini | Cremonese                 |
| 10  | 2      |  | Rachid Arma          | Carpi                     |
| 10  | 2      |  | Mariano Bogliacino   | Lecce                     |
| 10  | 3      |  | Giuseppe Le Noci     | Cremonese                 |
| 10  | 4      |  | Giacomo Beretta      | Pavia                     |
| 10  | 6      |  | Nazzareno Tarantino  | Treviso                   |

## Girone B
Il girone B viene vinto dall'Avellino di Massimo Rastelli che tornò in Serie B dopo il fallimento del 2009 dalla serie cadetta: decisiva è la gara contro il Catanzaro il 5 maggio dove gli irpini vinsero con un gol di Zigoni e riuscirono ad allungare sul Perugia secondo, ai play-off storica promozione in Serie B quella del Latina che in semifinale eliminò la Nocerina (1-0 per i campani all'andata, 1-0 per i laziali al ritorno che passeranno in finale per la miglior posizione in classifica finale) e conquistò la cadetteria battendo il più quotato Pisa (0-0; 3-1).
Niente da fare per la Carrarese che retrocede in Seconda Divisione direttamente, e verrà seguita ai Play-Out dal Sorrento (contro il Prato, 1-1; 1-2) e dall'Andria BAT (nel derby provinciale con il Barletta, 0-2; 0-1), ma a causa del fallimento del Tritium nel girone A, i carraresi verranno ripescati d'ufficio, scesero solo i sorrentini perché l'Andria BAT ripartì dall'Eccellenza Pugliese.

### Squadre partecipanti
| Club       | Stagione | Città (prov.)         | Stadio                             | Stagione precedente                                                |
| ---------- | -------- | --------------------- | ---------------------------------- | ------------------------------------------------------------------ |
| Andria BAT | dettagli | Andria                | Stadio Degli Ulivi                 | 12º posto in Lega Pro Prima Divisione/B                            |
| Avellino   | dettagli | Avellino              | Stadio Partenio - Adriano Lombardi | 10º posto in Lega Pro Prima Divisione/A                            |
| Barletta   | dettagli | Barletta              | Stadio Cosimo Puttilli             | 6º posto in Lega Pro Prima Divisione/B                             |
| Benevento  | dettagli | Benevento             | Stadio Ciro Vigorito               | 6º posto in Lega Pro Prima Divisione/A                             |
| Carrarese  | dettagli | Carrara (MS)          | Stadio dei Marmi                   | 9º posto in Lega Pro Prima Divisione/B                             |
| Catanzaro  | dettagli | Catanzaro             | Stadio Nicola Ceravolo             | 2º posto in Lega Pro Seconda Divisione/B, promosso                 |
| Frosinone  | dettagli | Frosinone             | Stadio Comunale Matusa             | 8º posto in Lega Pro Prima Divisione/B                             |
| Gubbio     | dettagli | Gubbio (PG)           | Stadio Pietro Barbetti             | 21º posto in Serie B, retrocesso                                   |
| Latina     | dettagli | Latina                | Stadio Domenico Francioni          | 16º posto in Lega Pro Prima Divisione/B                            |
| Nocerina   | dettagli | Nocera Inferiore (SA) | Stadio San Francesco d'Assisi      | 20º posto in Serie B, retrocessa                                   |
| Paganese   | dettagli | Pagani (SA)           | Stadio Marcello Torre              | 6º posto in Lega Pro Seconda Divisione/B, promosso dopo i play-off |
| Perugia    | dettagli | Perugia               | Stadio Renato Curi                 | 1º posto in Lega Pro Seconda Divisione/B, promosso                 |
| Pisa       | dettagli | Pisa                  | Stadio Romeo Anconetani            | 7º posto in Lega Pro Prima Divisione/A                             |
| Prato      | dettagli | Prato                 | Stadio Lungobisenzio               | 14º posto in Lega Pro Prima Divisione/B                            |
| Sorrento   | dettagli | Sorrento (NA)         | Stadio Italia                      | 4º posto in Lega Pro Prima Divisione/A                             |
| Viareggio  | dettagli | Viareggio (LU)        | Stadio Torquato Bresciani          | 14º posto in Lega Pro Prima Divisione/A                            |

### Allenatori
| Squadra    | Allenatore |           | Squadra                                                                | Allenatore                                                   |
| ---------- | --- | --------- | ---------------------------------------------------------------------- | ------------------------------------------------------------ |
| Andria BAT | Vincenzo Cosco                                                                                                  |           | Latina                                                                 | Fabio Pecchia (1ª-26ª) Stefano Sanderra (27ª-30ª e play-off) |
| Avellino   | Massimo Rastelli                                                                                                | Nocerina  | Gaetano Auteri                                                         |                                                              |
| Barletta   | Raffaele Novelli (1ª-8ª) Paolo Stringara (9ª-14ª) Raffaele Novelli (15ª-22ª) Nevio Orlandi (22ª-30ª e play-out) | Paganese  | Gianluca Grassadonia                                                   |                                                              |
| Benevento  | Jorge Martínez (1ª-7ª) Guido Ugolotti (8ª-17ª) Guido Carboni (18ª-30ª)                                          | Perugia   | Pierfrancesco Battistini (1ª-10ª) Andrea Camplone (11ª-30ª e play-off) |                                                              |
| Carrarese  | Carlo Sabatini (1ª-5ª) Nello Di Costanzo (6ª-21ª) Ivo Iaconi (21ª-30ª)                                          | Pisa      | Alessandro Pane (1ª-24ª) Dino Pagliari (25ª-30ª e play-off)            |                                                              |
| Catanzaro  | Francesco Cozza (1ª-27ª) Salvo Fulvio D'Adderio (28ª-30ª)                                                       | Prato     | Vincenzo Esposito                                                      |                                                              |
| Frosinone  | Roberto Stellone                                                                                                | Sorrento  | Giovanni Bucaro (1ª-18ª) Aldo Papagni (19ª-30ª e play-out)             |                                                              |
| Gubbio     | Andrea Sottil                                                                                                   | Viareggio | Stefano Cuoghi                                                         |                                                              |

### Classifica finale
|  | Pos. | Squadra         | Pt | G  | V  | N  | P  | GF | GS | DR  |
|  | ---- | --------------- | -- | -- | -- | -- | -- | -- | -- | --- |
|  | 1.   | Avellino        | 60 | 30 | 18 | 6  | 6  | 50 | 27 | +23 |
|  | 2.   | Perugia (-1)    | 58 | 30 | 18 | 5  | 7  | 48 | 29 | +19 |
|  | 3.   | Latina (-1)     | 53 | 30 | 15 | 9  | 6  | 41 | 28 | +13 |
|  | 4.   | Nocerina        | 53 | 30 | 15 | 8  | 7  | 48 | 32 | +16 |
|  | 5.   | Pisa            | 52 | 30 | 15 | 7  | 8  | 43 | 33 | +10 |
|  | 6.   | Benevento       | 43 | 30 | 11 | 10 | 9  | 35 | 28 | +7  |
|  | 7.   | Frosinone (-1)  | 40 | 30 | 10 | 11 | 9  | 36 | 30 | +6  |
|  | 8.   | Gubbio          | 40 | 30 | 11 | 7  | 12 | 32 | 39 | -7  |
|  | 9.   | Paganese        | 39 | 30 | 9  | 12 | 9  | 29 | 30 | -1  |
|  | 10.  | Catanzaro       | 37 | 30 | 10 | 7  | 13 | 37 | 48 | -11 |
|  | 11.  | Viareggio       | 36 | 30 | 9  | 9  | 12 | 36 | 45 | -9  |
|  | 12.  | Prato           | 33 | 30 | 8  | 9  | 13 | 30 | 37 | -7  |
|  | 13.  | Andria BAT (-2) | 32 | 30 | 7  | 13 | 10 | 23 | 30 | -7  |
|  | 14.  | Barletta        | 27 | 30 | 6  | 9  | 15 | 27 | 39 | -12 |
|  | 15.  | Sorrento        | 23 | 30 | 5  | 8  | 17 | 24 | 44 | -20 |
|  | 16.  | Carrarese       | 21 | 30 | 5  | 6  | 19 | 31 | 51 | -20 |

Legenda:
      Promossa in Serie B 2013-2014.
 Qualificata ai play-off o ai play-out.
      Retrocessa in Lega Pro Seconda Divisione 2013-2014.
Regolamento:
Tre punti a vittoria, uno a pareggio, zero a sconfitta.
In caso di arrivo di due o più squadre a pari punti, la graduatoria verrà stilata secondo la classifica avulsa tra le squadre interessate che prevede, in ordine, i seguenti criteri:
- Punti negli scontri diretti
- Differenza reti negli scontri diretti
- Differenza reti generale
- Reti realizzate in generale
- Sorteggio

Note:
L'Andria BAT ha scontato 2 punti di penalizzazione.
Il Perugia ha scontato 1 punto di penalizzazione.
Il Latina ha scontato 1 punto di penalizzazione.
Il Frosinone ha scontato 1 punto di penalizzazione.
La Carrarese è stata ripescata il Lega Pro Prima Divisione 2013-2014 a completamento di organici.

### Risultati

#### Tabellone
Leggendo per riga si hanno i risultati casalinghi della squadra indicata in prima colonna, mentre leggendo per colonna si hanno i risultati in trasferta della squadra in prima riga.
|            | And  | Ave  | Bar  | Ben  | Car  | Cat  | Fro  | Gub  | Lat  | Noc  | Pag  | Per  | Pis  | Pra  | Sor  | Via  |
| ---------- | ---- | ---- | ---- | ---- | ---- | ---- | ---- | ---- | ---- | ---- | ---- | ---- | ---- | ---- | ---- | ---- |
| Andria BAT | –––– | 0-2  | 0-0  | 1-1  | 2-2  | 0-0  | 1-0  | 1-2  | 0-1  | 0-1  | 0-1  | 1-1  | 1-1  | 2-0  | 1-0  | 2-1  |
| Avellino   | 4-0  | –––– | 1-0  | 0-2  | 2-1  | 2-0  | 1-0  | 2-0  | 1-1  | 1-0  | 1-1  | 1-1  | 2-3  | 1-1  | 3-0  | 1-0  |
| Barletta   | 0-1  | 2-3  | –––– | 2-2  | 2-2  | 0-1  | 0-0  | 1-2  | 1-3  | 0-0  | 0-1  | 0-1  | 1-0  | 3-0  | 0-0  | 4-0  |
| Benevento  | 0-1  | 1-2  | 0-0  | –––– | 1-0  | 2-0  | 0-0  | 2-1  | 1-0  | 1-2  | 2-0  | 0-1  | 2-1  | 1-2  | 1-0  | 2-0  |
| Carrarese  | 0-0  | 0-1  | 1-2  | 0-3  | –––– | 2-2  | 0-1  | 2-2  | 1-1  | 2-1  | 1-2  | 0-1  | 2-3  | 1-0  | 5-0  | 1-3  |
| Catanzaro  | 0-0  | 0-1  | 4-3  | 1-2  | 2-3  | –––– | 0-3  | 5-2  | 1-3  | 2-3  | 2-1  | 2-4  | 1-0  | 2-1  | 1-0  | 2-0  |
| Frosinone  | 2-1  | 2-1  | 3-1  | 0-0  | 1-0  | 4-0  | –––– | 2-0  | 2-1  | 2-2  | 2-2  | 0-1  | 1-2  | 1-1  | 2-4  | 1-1  |
| Gubbio     | 1-1  | 2-3  | 0-0  | 1-0  | 0-1  | 1-1  | 1-0  | –––– | 2-1  | 2-1  | 1-0  | 2-3  | 2-1  | 1-0  | 1-2  | 2-1  |
| Latina     | 1-1  | 2-1  | 2-0  | 2-2  | 1-0  | 1-0  | 0-0  | 2-0  | –––– | 1-1  | 4-0  | 3-1  | 1-0  | 1-1  | 1-0  | 1-0  |
| Nocerina   | 2-2  | 1-0  | 4-0  | 3-2  | 3-0  | 1-1  | 1-0  | 1-1  | 0-1  | –––– | 1-4  | 2-0  | 3-0  | 4-2  | 3-1  | 2-1  |
| Paganese   | 2-2  | 4-1  | 1-0  | 0-0  | 2-0  | 0-0  | 1-1  | 1-0  | 1-1  | 0-1  | –––– | 0-2  | 0-0  | 0-0  | 2-0  | 1-1  |
| Perugia    | 2-0  | 1-1  | 0-1  | 2-1  | 3-0  | 2-4  | 2-2  | 2-0  | 2-1  | 2-1  | 3-0  | –––– | 1-2  | 3-0  | 2-1  | 4-1  |
| Pisa       | 1-0  | 0-3  | 2-2  | 2-0  | 3-1  | 4-1  | 2-1  | 1-0  | 3-1  | 1-1  | 0-0  | 0-1  | –––– | 1-1  | 2-0  | 1-0  |
| Prato      | 1-2  | 0-3  | 1-0  | 1-1  | 2-1  | 0-0  | 0-1  | 0-1  | 4-0  | 0-0  | 2-1  | 2-0  | 1-3  | –––– | 1-2  | 3-0  |
| Sorrento   | 0-0  | 1-4  | 1-2  | 1-1  | 2-0  | 0-1  | 2-2  | 0-0  | 1-2  | 3-0  | 0-0  | 0-0  | 1-2  | 0-2  | –––– | 1-1  |
| Viareggio  | 1-0  | 1-1  | 3-0  | 2-2  | 3-2  | 3-1  | 2-0  | 2-2  | 1-1  | 0-3  | 2-1  | 1-0  | 2-2  | 1-1  | 2-1  | –––– |

#### Calendario
| Andata (1ª) | Andata (1ª) | Prima giornata      | Ritorno (16ª) | Ritorno (16ª) |
|             |             |                     |               |               |
| 2 set.      | 1-1         | Avellino-Prato      | 3-0           | 6 gen.        |
| 2 set.      | 4-3         | Catanzaro-Barletta  | 1-0           | 6 gen.        |
| 2 set.      | 1-0         | Frosinone-Carrarese | 1-0           | 6 gen.        |
| 2 set.      | 2-2         | Nocerina-Andria BAT | 1-0           | 6 gen.        |
| 3 set.      | 2-1         | Perugia-Benevento   | 1-0           | 6 gen.        |
| 2 set.      | 3-1         | Pisa-Latina         | 0-1           | 6 gen.        |
| 2 set.      | 0-0         | Sorrento-Gubbio     | 2-1           | 6 gen.        |
| 2 set.      | 2-1         | Viareggio-Paganese  | 1-1           | 6 gen.        |

| Andata (2ª) | Andata (2ª) | Seconda giornata    | Ritorno (17ª) | Ritorno (17ª) |
|             |             |                     |               |               |
| 9 set.      | 1-1         | Andria BAT-Pisa     | 0-1           | 13 gen.       |
| 9 set.      | 0-1         | Barletta-Perugia    | 1-0           | 13 gen.       |
| 9 set.      | 2-0         | Benevento-Viareggio | 2-2           | 13 gen.       |
| 9 set.      | 0-1         | Carrarese-Avellino  | 1-2           | 13 gen.       |
| 9 set.      | 1-0         | Gubbio-Frosinone    | 0-2           | 13 gen.       |
| 7 set.      | 1-0         | Latina-Catanzaro    | 3-1           | 13 gen.       |
| 9 set.      | 2-0         | Paganese-Sorrento   | 0-0           | 13 gen.       |
| 9 set.      | 0-0         | Prato-Nocerina      | 2-4           | 26 gen.       |

| Andata (1ª) | Andata (1ª) | Prima giornata      | Ritorno (16ª) | Ritorno (16ª) |
|             |             |                     |               |               |
| 2 set.      | 1-1         | Avellino-Prato      | 3-0           | 6 gen.        |
| 2 set.      | 4-3         | Catanzaro-Barletta  | 1-0           | 6 gen.        |
| 2 set.      | 1-0         | Frosinone-Carrarese | 1-0           | 6 gen.        |
| 2 set.      | 2-2         | Nocerina-Andria BAT | 1-0           | 6 gen.        |
| 3 set.      | 2-1         | Perugia-Benevento   | 1-0           | 6 gen.        |
| 2 set.      | 3-1         | Pisa-Latina         | 0-1           | 6 gen.        |
| 2 set.      | 0-0         | Sorrento-Gubbio     | 2-1           | 6 gen.        |
| 2 set.      | 2-1         | Viareggio-Paganese  | 1-1           | 6 gen.        |

| Andata (2ª) | Andata (2ª) | Seconda giornata    | Ritorno (17ª) | Ritorno (17ª) |
|             |             |                     |               |               |
| 9 set.      | 1-1         | Andria BAT-Pisa     | 0-1           | 13 gen.       |
| 9 set.      | 0-1         | Barletta-Perugia    | 1-0           | 13 gen.       |
| 9 set.      | 2-0         | Benevento-Viareggio | 2-2           | 13 gen.       |
| 9 set.      | 0-1         | Carrarese-Avellino  | 1-2           | 13 gen.       |
| 9 set.      | 1-0         | Gubbio-Frosinone    | 0-2           | 13 gen.       |
| 7 set.      | 1-0         | Latina-Catanzaro    | 3-1           | 13 gen.       |
| 9 set.      | 2-0         | Paganese-Sorrento   | 0-0           | 13 gen.       |
| 9 set.      | 0-0         | Prato-Nocerina      | 2-4           | 26 gen.       |

| Andata (3ª) | Andata (3ª) | Terza giornata       | Ritorno (18ª) | Ritorno (18ª) |
|             |             |                      |               |               |
| 16 set.     | 1-1         | Avellino-Paganese    | 1-4           | 21 gen.       |
| 16 set.     | 1-2         | Catanzaro-Benevento  | 0-2           | 20 gen.       |
| 16 set.     | 2-1         | Frosinone-Andria BAT | 0-1           | 20 gen.       |
| 16 set.     | 0-1         | Nocerina-Latina      | 1-1           | 20 gen.       |
| 16 set.     | 2-0         | Perugia-Gubbio       | 3-2           | 20 gen.       |
| 16 set.     | 2-2         | Pisa-Barletta        | 0-1           | 20 gen.       |
| 16 set.     | 2-0         | Sorrento-Carrarese   | 0-5           | 20 gen.       |
| 14 set.     | 1-1         | Viareggio-Prato      | 0-3           | 20 gen.       |

| Andata (4ª) | Andata (4ª) | Quarta giornata     | Ritorno (19ª) | Ritorno (19ª) |
|             |             |                     |               |               |
| 23 set.     | 1-1         | Andria BAT-Perugia  | 0-2           | 3 feb.        |
| 23 set.     | 0-0         | Barletta-Nocerina   | 0-4           | 3 feb.        |
| 21 set.     | 1-2         | Benevento-Avellino  | 2-0           | 3 feb.        |
| 23 set.     | 1-3         | Carrarese-Viareggio | 2-3           | 2 feb.        |
| 23 set.     | 2-1         | Gubbio-Pisa         | 0-1           | 3 feb.        |
| 23 set.     | 1-0         | Latina-Sorrento     | 2-1           | 3 feb.        |
| 23 set.     | 0-0         | Paganese-Catanzaro  | 1-2           | 3 feb.        |
| 23 set.     | 0-1         | Prato-Frosinone     | 1-1           | 3 feb.        |

| Andata (3ª) | Andata (3ª) | Terza giornata       | Ritorno (18ª) | Ritorno (18ª) |
|             |             |                      |               |               |
| 16 set.     | 1-1         | Avellino-Paganese    | 1-4           | 21 gen.       |
| 16 set.     | 1-2         | Catanzaro-Benevento  | 0-2           | 20 gen.       |
| 16 set.     | 2-1         | Frosinone-Andria BAT | 0-1           | 20 gen.       |
| 16 set.     | 0-1         | Nocerina-Latina      | 1-1           | 20 gen.       |
| 16 set.     | 2-0         | Perugia-Gubbio       | 3-2           | 20 gen.       |
| 16 set.     | 2-2         | Pisa-Barletta        | 0-1           | 20 gen.       |
| 16 set.     | 2-0         | Sorrento-Carrarese   | 0-5           | 20 gen.       |
| 14 set.     | 1-1         | Viareggio-Prato      | 0-3           | 20 gen.       |

| Andata (4ª) | Andata (4ª) | Quarta giornata     | Ritorno (19ª) | Ritorno (19ª) |
|             |             |                     |               |               |
| 23 set.     | 1-1         | Andria BAT-Perugia  | 0-2           | 3 feb.        |
| 23 set.     | 0-0         | Barletta-Nocerina   | 0-4           | 3 feb.        |
| 21 set.     | 1-2         | Benevento-Avellino  | 2-0           | 3 feb.        |
| 23 set.     | 1-3         | Carrarese-Viareggio | 2-3           | 2 feb.        |
| 23 set.     | 2-1         | Gubbio-Pisa         | 0-1           | 3 feb.        |
| 23 set.     | 1-0         | Latina-Sorrento     | 2-1           | 3 feb.        |
| 23 set.     | 0-0         | Paganese-Catanzaro  | 1-2           | 3 feb.        |
| 23 set.     | 0-1         | Prato-Frosinone     | 1-1           | 3 feb.        |

| Andata (5ª) | Andata (5ª) | Quinta giornata      | Ritorno (20ª) | Ritorno (20ª) |
|             |             |                      |               |               |
| 30 set.     | 1-0         | Avellino-Barletta    | 3-2           | 9 feb.        |
| 30 set.     | 0-3         | Carrarese-Benevento  | 0-1           | 10 feb.       |
| 30 set.     | 0-0         | Catanzaro-Andria BAT | 0-0           | 10 feb.       |
| 30 set.     | 2-2         | Frosinone-Nocerina   | 0-1           | 10 feb.       |
| 30 set.     | 1-0         | Paganese-Gubbio      | 0-1           | 10 feb.       |
| 28 set.     | 1-2         | Perugia-Pisa         | 1-0           | 11 feb.       |
| 30 set.     | 0-2         | Sorrento-Prato       | 2-1           | 10 feb.       |
| 30 set.     | 1-1         | Viareggio-Latina     | 0-1           | 10 feb.       |

| Andata (6ª) | Andata (6ª) | Sesta giornata      | Ritorno (21ª) | Ritorno (21ª) |
|             |             |                     |               |               |
| 7 ott.      | 1-0         | Andria BAT-Sorrento | 0-0           | 17 feb.       |
| 7 ott.      | 1-3         | Barletta-Latina     | 0-2           | 17 feb.       |
| 7 ott.      | 2-1         | Frosinone-Avellino  | 0-1           | 17 feb.       |
| 7 ott.      | 1-0         | Gubbio-Benevento    | 1-2           | 17 feb.       |
| 7 ott.      | 2-0         | Nocerina-Perugia    | 1-2           | 17 feb.       |
| 7 ott.      | 3-1         | Pisa-Carrarese      | 3-2           | 17 feb.       |
| 7 ott.      | 2-1         | Prato-Paganese      | 0-0           | 17 feb.       |
| 7 ott.      | 3-1         | Viareggio-Catanzaro | 0-2           | 17 feb.       |

| Andata (5ª) | Andata (5ª) | Quinta giornata      | Ritorno (20ª) | Ritorno (20ª) |
|             |             |                      |               |               |
| 30 set.     | 1-0         | Avellino-Barletta    | 3-2           | 9 feb.        |
| 30 set.     | 0-3         | Carrarese-Benevento  | 0-1           | 10 feb.       |
| 30 set.     | 0-0         | Catanzaro-Andria BAT | 0-0           | 10 feb.       |
| 30 set.     | 2-2         | Frosinone-Nocerina   | 0-1           | 10 feb.       |
| 30 set.     | 1-0         | Paganese-Gubbio      | 0-1           | 10 feb.       |
| 28 set.     | 1-2         | Perugia-Pisa         | 1-0           | 11 feb.       |
| 30 set.     | 0-2         | Sorrento-Prato       | 2-1           | 10 feb.       |
| 30 set.     | 1-1         | Viareggio-Latina     | 0-1           | 10 feb.       |

| Andata (6ª) | Andata (6ª) | Sesta giornata      | Ritorno (21ª) | Ritorno (21ª) |
|             |             |                     |               |               |
| 7 ott.      | 1-0         | Andria BAT-Sorrento | 0-0           | 17 feb.       |
| 7 ott.      | 1-3         | Barletta-Latina     | 0-2           | 17 feb.       |
| 7 ott.      | 2-1         | Frosinone-Avellino  | 0-1           | 17 feb.       |
| 7 ott.      | 1-0         | Gubbio-Benevento    | 1-2           | 17 feb.       |
| 7 ott.      | 2-0         | Nocerina-Perugia    | 1-2           | 17 feb.       |
| 7 ott.      | 3-1         | Pisa-Carrarese      | 3-2           | 17 feb.       |
| 7 ott.      | 2-1         | Prato-Paganese      | 0-0           | 17 feb.       |
| 7 ott.      | 3-1         | Viareggio-Catanzaro | 0-2           | 17 feb.       |

| Andata (7ª) | Andata (7ª) | Settima giornata     | Ritorno (22ª) | Ritorno (22ª) |
|             |             |                      |               |               |
| 14 ott.     | 1-1         | Avellino-Perugia     | 1-1           | 3 mar.        |
| 14 ott.     | 0-1         | Benevento-Andria BAT | 1-1           | 3 mar.        |
| 14 ott.     | 1-0         | Carrarese-Prato      | 1-2           | 3 mar.        |
| 15 ott.     | 2-3         | Catanzaro-Nocerina   | 1-1           | 3 mar.        |
| 14 ott.     | 0-0         | Gubbio-Barletta      | 2-1           | 3 mar.        |
| 14 ott.     | 0-0         | Latina-Frosinone     | 1-2           | 3 mar.        |
| 14 ott.     | 0-0         | Paganese-Pisa        | 0-0           | 3 mar.        |
| 14 ott.     | 1-1         | Sorrento-Viareggio   | 1-2           | 2 mar.        |

| Andata (8ª) | Andata (8ª) | Ottava giornata    | Ritorno (23ª) | Ritorno (23ª) |
|             |             |                    |               |               |
| 28 ott.     | 0-1         | Andria BAT-Latina  | 1-1           | 10 mar.       |
| 26 ott.     | 3-1         | Frosinone-Barletta | 0-0           | 10 mar.       |
| 28 ott.     | 1-4         | Nocerina-Paganese  | 1-0           | 10 mar.       |
| 28 ott.     | 3-0         | Perugia-Carrarese  | 1-0           | 10 mar.       |
| 28 ott.     | 4-1         | Pisa-Catanzaro     | 0-1           | 10 mar.       |
| 28 ott.     | 0-1         | Prato-Gubbio       | 0-1           | 10 mar.       |
| 28 ott.     | 1-1         | Sorrento-Benevento | 0-1           | 10 mar.       |
| 28 ott.     | 1-1         | Viareggio-Avellino | 0-1           | 10 mar.       |

| Andata (7ª) | Andata (7ª) | Settima giornata     | Ritorno (22ª) | Ritorno (22ª) |
|             |             |                      |               |               |
| 14 ott.     | 1-1         | Avellino-Perugia     | 1-1           | 3 mar.        |
| 14 ott.     | 0-1         | Benevento-Andria BAT | 1-1           | 3 mar.        |
| 14 ott.     | 1-0         | Carrarese-Prato      | 1-2           | 3 mar.        |
| 15 ott.     | 2-3         | Catanzaro-Nocerina   | 1-1           | 3 mar.        |
| 14 ott.     | 0-0         | Gubbio-Barletta      | 2-1           | 3 mar.        |
| 14 ott.     | 0-0         | Latina-Frosinone     | 1-2           | 3 mar.        |
| 14 ott.     | 0-0         | Paganese-Pisa        | 0-0           | 3 mar.        |
| 14 ott.     | 1-1         | Sorrento-Viareggio   | 1-2           | 2 mar.        |

| Andata (8ª) | Andata (8ª) | Ottava giornata    | Ritorno (23ª) | Ritorno (23ª) |
|             |             |                    |               |               |
| 28 ott.     | 0-1         | Andria BAT-Latina  | 1-1           | 10 mar.       |
| 26 ott.     | 3-1         | Frosinone-Barletta | 0-0           | 10 mar.       |
| 28 ott.     | 1-4         | Nocerina-Paganese  | 1-0           | 10 mar.       |
| 28 ott.     | 3-0         | Perugia-Carrarese  | 1-0           | 10 mar.       |
| 28 ott.     | 4-1         | Pisa-Catanzaro     | 0-1           | 10 mar.       |
| 28 ott.     | 0-1         | Prato-Gubbio       | 0-1           | 10 mar.       |
| 28 ott.     | 1-1         | Sorrento-Benevento | 0-1           | 10 mar.       |
| 28 ott.     | 1-1         | Viareggio-Avellino | 0-1           | 10 mar.       |

| Andata (9ª) | Andata (9ª) | Nona giornata       | Ritorno (24ª) | Ritorno (24ª) |
|             |             |                     |               |               |
| 4 nov.      | 3-0         | Avellino-Sorrento   | 4-1           | 17 mar.       |
| 4 nov.      | 0-1         | Barletta-Andria BAT | 0-0           | 17 mar.       |
| 4 nov.      | 1-2         | Benevento-Prato     | 1-1           | 17 mar.       |
| 4 nov.      | 0-3         | Catanzaro-Frosinone | 0-4           | 17 mar.       |
| 4 nov.      | 2-1         | Gubbio-Viareggio    | 2-2           | 17 mar.       |
| 4 nov.      | 3-1         | Latina-Perugia      | 1-2           | 17 mar.       |
| 4 nov.      | 2-0         | Paganese-Carrarese  | 2-1           | 17 mar.       |
| 4 nov.      | 1-1         | Pisa-Nocerina       | 0-3           | 17 mar.       |

| Andata (10ª) | Andata (10ª) | Decima giornata      | Ritorno (25ª) | Ritorno (25ª) |
|              |              |                      |               |               |
| 11 nov.      | 2-0          | Benevento-Paganese   | 0-0           | 24 mar.       |
| 25 nov.      | 2-2          | Carrarese-Gubbio     | 1-0           | 24 mar.       |
| 11 nov.      | 1-2          | Frosinone-Pisa       | 1-2           | 24 mar.       |
| 9 nov.       | 1-0          | Nocerina-Avellino    | 0-1           | 25 mar.       |
| 11 nov.      | 2-4          | Perugia-Catanzaro    | 4-2           | 24 mar.       |
| 11 nov.      | 4-0          | Prato-Latina         | 1-1           | 24 mar.       |
| 11 nov.      | 1-2          | Sorrento-Barletta    | 0-0           | 24 mar.       |
| 11 nov.      | 1-0          | Viareggio-Andria BAT | 1-2           | 24 mar.       |

| Andata (9ª) | Andata (9ª) | Nona giornata       | Ritorno (24ª) | Ritorno (24ª) |
|             |             |                     |               |               |
| 4 nov.      | 3-0         | Avellino-Sorrento   | 4-1           | 17 mar.       |
| 4 nov.      | 0-1         | Barletta-Andria BAT | 0-0           | 17 mar.       |
| 4 nov.      | 1-2         | Benevento-Prato     | 1-1           | 17 mar.       |
| 4 nov.      | 0-3         | Catanzaro-Frosinone | 0-4           | 17 mar.       |
| 4 nov.      | 2-1         | Gubbio-Viareggio    | 2-2           | 17 mar.       |
| 4 nov.      | 3-1         | Latina-Perugia      | 1-2           | 17 mar.       |
| 4 nov.      | 2-0         | Paganese-Carrarese  | 2-1           | 17 mar.       |
| 4 nov.      | 1-1         | Pisa-Nocerina       | 0-3           | 17 mar.       |

| Andata (10ª) | Andata (10ª) | Decima giornata      | Ritorno (25ª) | Ritorno (25ª) |
|              |              |                      |               |               |
| 11 nov.      | 2-0          | Benevento-Paganese   | 0-0           | 24 mar.       |
| 25 nov.      | 2-2          | Carrarese-Gubbio     | 1-0           | 24 mar.       |
| 11 nov.      | 1-2          | Frosinone-Pisa       | 1-2           | 24 mar.       |
| 9 nov.       | 1-0          | Nocerina-Avellino    | 0-1           | 25 mar.       |
| 11 nov.      | 2-4          | Perugia-Catanzaro    | 4-2           | 24 mar.       |
| 11 nov.      | 4-0          | Prato-Latina         | 1-1           | 24 mar.       |
| 11 nov.      | 1-2          | Sorrento-Barletta    | 0-0           | 24 mar.       |
| 11 nov.      | 1-0          | Viareggio-Andria BAT | 1-2           | 24 mar.       |

| Andata (11ª) | Andata (11ª) | Undicesima giornata  | Ritorno (26ª) | Ritorno (26ª) |
|              |              |                      |               |               |
| 18 nov.      | 2-2          | Andria BAT-Carrarese | 0-0           | 7 apr.        |
| 18 nov.      | 2-0          | Avellino-Gubbio      | 3-2           | 5 apr.        |
| 18 nov.      | 0-1          | Barletta-Paganese    | 0-1           | 7 apr.        |
| 18 nov.      | 2-1          | Catanzaro-Prato      | 0-0           | 7 apr.        |
| 18 nov.      | 2-2          | Latina-Benevento     | 0-1           | 7 apr.        |
| 18 nov.      | 2-1          | Nocerina-Viareggio   | 3-0           | 7 apr.        |
| 18 nov.      | 2-2          | Perugia-Frosinone    | 1-0           | 7 apr.        |
| 18 nov.      | 2-0          | Pisa-Sorrento        | 2-1           | 7 apr.        |

| Andata (12ª) | Andata (12ª) | Dodicesima giornata | Ritorno (27ª) | Ritorno (27ª) |
|              |              |                     |               |               |
| 2 dic.       | 1-1          | Avellino-Latina     | 1-2           | 14 apr.       |
| 3 dic.       | 0-0          | Benevento-Frosinone | 0-0           | 14 apr.       |
| 2 dic.       | 2-2          | Carrarese-Catanzaro | 3-2           | 14 apr.       |
| 2 dic.       | 2-1          | Gubbio-Nocerina     | 1-1           | 14 apr.       |
| 2 dic.       | 2-2          | Paganese-Andria BAT | 1-0           | 14 apr.       |
| 2 dic.       | 1-0          | Prato-Barletta      | 0-3           | 14 apr.       |
| 2 dic.       | 0-0          | Sorrento-Perugia    | 1-2           | 14 apr.       |
| 2 dic.       | 2-2          | Viareggio-Pisa      | 0-1           | 14 apr.       |

| Andata (11ª) | Andata (11ª) | Undicesima giornata  | Ritorno (26ª) | Ritorno (26ª) |
|              |              |                      |               |               |
| 18 nov.      | 2-2          | Andria BAT-Carrarese | 0-0           | 7 apr.        |
| 18 nov.      | 2-0          | Avellino-Gubbio      | 3-2           | 5 apr.        |
| 18 nov.      | 0-1          | Barletta-Paganese    | 0-1           | 7 apr.        |
| 18 nov.      | 2-1          | Catanzaro-Prato      | 0-0           | 7 apr.        |
| 18 nov.      | 2-2          | Latina-Benevento     | 0-1           | 7 apr.        |
| 18 nov.      | 2-1          | Nocerina-Viareggio   | 3-0           | 7 apr.        |
| 18 nov.      | 2-2          | Perugia-Frosinone    | 1-0           | 7 apr.        |
| 18 nov.      | 2-0          | Pisa-Sorrento        | 2-1           | 7 apr.        |

| Andata (12ª) | Andata (12ª) | Dodicesima giornata | Ritorno (27ª) | Ritorno (27ª) |
|              |              |                     |               |               |
| 2 dic.       | 1-1          | Avellino-Latina     | 1-2           | 14 apr.       |
| 3 dic.       | 0-0          | Benevento-Frosinone | 0-0           | 14 apr.       |
| 2 dic.       | 2-2          | Carrarese-Catanzaro | 3-2           | 14 apr.       |
| 2 dic.       | 2-1          | Gubbio-Nocerina     | 1-1           | 14 apr.       |
| 2 dic.       | 2-2          | Paganese-Andria BAT | 1-0           | 14 apr.       |
| 2 dic.       | 1-0          | Prato-Barletta      | 0-3           | 14 apr.       |
| 2 dic.       | 0-0          | Sorrento-Perugia    | 1-2           | 14 apr.       |
| 2 dic.       | 2-2          | Viareggio-Pisa      | 0-1           | 14 apr.       |

| Andata (13ª) | Andata (13ª) | Tredicesima giornata | Ritorno (28ª) | Ritorno (28ª) |
|              |              |                      |               |               |
| 9 dic.       | 0-2          | Andria BAT-Avellino  | 0-4           | 28 apr.       |
| 9 dic.       | 2-2          | Barletta-Carrarese   | 2-1           | 28 apr.       |
| 9 dic.       | 1-0          | Catanzaro-Sorrento   | 1-0           | 28 apr.       |
| 9 dic.       | 2-2          | Frosinone-Paganese   | 1-1           | 28 apr.       |
| 9 dic.       | 2-0          | Latina-Gubbio        | 1-2           | 28 apr.       |
| 9 dic.       | 3-2          | Nocerina-Benevento   | 2-1           | 28 apr.       |
| 9 dic.       | 4-1          | Perugia-Viareggio    | 0-1           | 28 apr.       |
| 9 dic.       | 1-1          | Pisa-Prato           | 3-1           | 28 apr.       |

| Andata (14ª) | Andata (14ª) | Quattordicesima giornata | Ritorno (29ª) | Ritorno (29ª) |
|              |              |                          |               |               |
| 16 dic.      | 2-0          | Avellino-Catanzaro       | 1-0           | 5 mag.        |
| 16 dic.      | 2-1          | Benevento-Pisa           | 0-2           | 5 mag.        |
| 16 dic.      | 2-1          | Carrarese-Nocerina       | 0-3           | 5 mag.        |
| 16 dic.      | 1-1          | Gubbio-Andria BAT        | 2-1           | 5 mag.        |
| 28 mar.      | 1-1          | Paganese-Latina          | 0-4           | 5 mag.        |
| 16 dic.      | 2-0          | Prato-Perugia            | 0-3           | 5 mag.        |
| 16 dic.      | 2-2          | Sorrento-Frosinone       | 4-2           | 5 mag.        |
| 16 dic.      | 3-0          | Viareggio-Barletta       | 0-4           | 5 mag.        |

| Andata (13ª) | Andata (13ª) | Tredicesima giornata | Ritorno (28ª) | Ritorno (28ª) |
|              |              |                      |               |               |
| 9 dic.       | 0-2          | Andria BAT-Avellino  | 0-4           | 28 apr.       |
| 9 dic.       | 2-2          | Barletta-Carrarese   | 2-1           | 28 apr.       |
| 9 dic.       | 1-0          | Catanzaro-Sorrento   | 1-0           | 28 apr.       |
| 9 dic.       | 2-2          | Frosinone-Paganese   | 1-1           | 28 apr.       |
| 9 dic.       | 2-0          | Latina-Gubbio        | 1-2           | 28 apr.       |
| 9 dic.       | 3-2          | Nocerina-Benevento   | 2-1           | 28 apr.       |
| 9 dic.       | 4-1          | Perugia-Viareggio    | 0-1           | 28 apr.       |
| 9 dic.       | 1-1          | Pisa-Prato           | 3-1           | 28 apr.       |

| Andata (14ª) | Andata (14ª) | Quattordicesima giornata | Ritorno (29ª) | Ritorno (29ª) |
|              |              |                          |               |               |
| 16 dic.      | 2-0          | Avellino-Catanzaro       | 1-0           | 5 mag.        |
| 16 dic.      | 2-1          | Benevento-Pisa           | 0-2           | 5 mag.        |
| 16 dic.      | 2-1          | Carrarese-Nocerina       | 0-3           | 5 mag.        |
| 16 dic.      | 1-1          | Gubbio-Andria BAT        | 2-1           | 5 mag.        |
| 28 mar.      | 1-1          | Paganese-Latina          | 0-4           | 5 mag.        |
| 16 dic.      | 2-0          | Prato-Perugia            | 0-3           | 5 mag.        |
| 16 dic.      | 2-2          | Sorrento-Frosinone       | 4-2           | 5 mag.        |
| 16 dic.      | 3-0          | Viareggio-Barletta       | 0-4           | 5 mag.        |

| \| Andata (15ª) \| Andata (15ª) \| Quindicesima giornata \| Ritorno (30ª) \| Ritorno (30ª) \| \| \| \| \| \| \| \| 22 dic. \| 2-0 \| Andria BAT-Prato \| 2-1 \| 12 mag. \| \| 22 dic. \| 2-2 \| Barletta-Benevento \| 0-0 \| 12 mag. \| \| 22 dic. \| 5-2 \| Catanzaro-Gubbio \| 1-1 \| 12 mag. \| \| 22 dic. \| 1-1 \| Frosinone-Viareggio \| 0-2 \| 12 mag. \| \| 22 dic. \| 1-0 \| Latina-Carrarese \| 1-1 \| 12 mag. \| \| 22 dic. \| 3-1 \| Nocerina-Sorrento \| 0-3 \| 12 mag. \| \| 22 dic. \| 3-0 \| Perugia-Paganese \| 2-0 \| 12 mag. \| \| 21 dic. \| 0-3 \| Pisa-Avellino \| 3-2 \| 12 mag. \| |              |                       |               |               |
| Andata (15ª) | Andata (15ª) | Quindicesima giornata | Ritorno (30ª) | Ritorno (30ª) |
| |              |                       |               |               |
| 22 dic. | 2-0          | Andria BAT-Prato      | 2-1           | 12 mag.       |
| 22 dic. | 2-2          | Barletta-Benevento    | 0-0           | 12 mag.       |
| 22 dic. | 5-2          | Catanzaro-Gubbio      | 1-1           | 12 mag.       |
| 22 dic. | 1-1          | Frosinone-Viareggio   | 0-2           | 12 mag.       |
| 22 dic. | 1-0          | Latina-Carrarese      | 1-1           | 12 mag.       |
| 22 dic. | 3-1          | Nocerina-Sorrento     | 0-3           | 12 mag.       |
| 22 dic. | 3-0          | Perugia-Paganese      | 2-0           | 12 mag.       |
| 21 dic. | 0-3          | Pisa-Avellino         | 3-2           | 12 mag.       |

| Andata (15ª) | Andata (15ª) | Quindicesima giornata | Ritorno (30ª) | Ritorno (30ª) |
|              |              |                       |               |               |
| 22 dic.      | 2-0          | Andria BAT-Prato      | 2-1           | 12 mag.       |
| 22 dic.      | 2-2          | Barletta-Benevento    | 0-0           | 12 mag.       |
| 22 dic.      | 5-2          | Catanzaro-Gubbio      | 1-1           | 12 mag.       |
| 22 dic.      | 1-1          | Frosinone-Viareggio   | 0-2           | 12 mag.       |
| 22 dic.      | 1-0          | Latina-Carrarese      | 1-1           | 12 mag.       |
| 22 dic.      | 3-1          | Nocerina-Sorrento     | 0-3           | 12 mag.       |
| 22 dic.      | 3-0          | Perugia-Paganese      | 2-0           | 12 mag.       |
| 21 dic.      | 0-3          | Pisa-Avellino         | 3-2           | 12 mag.       |

### Spareggi

#### Play-off
Tabellone
|  | Semifinali | Semifinali | Semifinali | Semifinali | Semifinali |  |  | Finale | Finale | Finale | Finale | Finale |  |
|  |            |            |            |            |            |  |  |        |        |        |        |        |  |
|  | 5          | Pisa       | 2          | 2          | 4          |  |  |        |        |        |        |        |  |
|  | 2          | Perugia    | 1          | 2          | 3          |  |  | 5      | Pisa   | 0      | 1      | 1      |  |
|  | 4          | Nocerina   | 1          | 0          | 1          |  |  | 3      | Latina | 0      | 3      | 3      |  |
|  | 3          | Latina     | 0          | 1          | 1          |  |  |        |        |        |        |        |  |

##### Semifinali
|          | Risultati |          | Luogo e data                     |
| -------- | --------- | -------- | -------------------------------- |
| Pisa     | 2-1       | Perugia  | Pisa, 26 maggio 2013             |
| Perugia  | 2-2       | Pisa     | Perugia, 2 giugno 2013           |
|          |           |          |                                  |
| Nocerina | 1-0       | Latina   | Nocera Inferiore, 26 maggio 2013 |
| Latina   | 1-0       | Nocerina | Latina, 2 giugno 2013            |
|          |           |          |                                  |

##### Finali
|        | Risultati |        | Luogo e data           |
| ------ | --------- | ------ | ---------------------- |
| Pisa   | 0-0       | Latina | Pisa, 9 giugno 2013    |
| Latina | 3-1 (dts) | Pisa   | Latina, 16 giugno 2013 |
|        |           |        |                        |

#### Play-out
|            | Risultati |            | Luogo e data             |
| ---------- | --------- | ---------- | ------------------------ |
| Sorrento   | 1-1       | Prato      | Sorrento, 25 maggio 2013 |
| Prato      | 2-1       | Sorrento   | Prato, 2 giugno 2013     |
|            |           |            |                          |
| Barletta   | 2-0       | Andria BAT | Barletta, 26 maggio 2013 |
| Andria BAT | 0-1       | Barletta   | Andria, 2 giugno 2013    |
|            |           |            |                          |

### Statistiche

#### Squadre

##### Record stagionali
Squadre
- Campione d'inverno: Avellino
- Maggior numero di vittorie: Avellino e Perugia (18)
- Minor numero di sconfitte: Avellino e Latina (6)
- Migliore attacco: Avellino (50 reti fatte)
- Miglior difesa: Avellino (27 reti subite)
- Miglior differenza reti: Avellino (+23)
- Maggior numero di pareggi: Andria (13)
- Minor numero di pareggi: Perugia (5)
- Minor numero di vittorie: Carrarese e Sorrento (5)
- Maggior numero di sconfitte: Carrarese (19)
- Peggiore attacco: Andria e Sorrento (23 reti fatte)
- Peggior difesa: Carrarese (51 reti subite)
- Peggior differenza reti: Carrarese e Sorrento (-20)
- Miglior serie positiva: Benevento (11, dalla 17ª alla 27ª giornata)

Partite
- Partita con più reti (7):

Catanzaro-Barletta 4-3
Catanzaro-Gubbio 5-2
- Partita con maggiore scarto di reti (5):

Carrarese-Sorrento 5-0

#### Individuali

##### Classifica marcatori
| Gol | Rigori |  | Giocatore           | Squadra   |
| --- | ------ |  | ------------------- | --------- |
| 16  |        |  | Felice Evacuo       | Nocerina  |
| 14  | 5      |  | Luigi Castaldo      | Avellino  |
| 12  |        |  | Daniel Ciofani      | Perugia   |
| 12  | 5      |  | Giordano Fioretti   | Catanzaro |
| 12  | 1      |  | Andrey Galabinov    | Gubbio    |
| 11  | 10     |  | Francesco Favasuli  | Pisa      |
| 10  | 1      |  | Dario Barraco       | Latina    |
| 10  | 5      |  | Raffaele Biancolino | Avellino  |
| 10  | 1      |  | Fabio Mazzeo        | Nocerina  |
| 8   | 4      |  | Marco Mancosu       | Benevento |
| 8   |        |  | Leonardo Mancuso    | Carrarese |
| 8   | 4      |  | Aiman Napoli        | Prato     |
| 8   |        |  | Matteo Politano     | Perugia   |
| 8   | 3      |  | Francesco Scarpa    | Paganese  |